# Charles Darwin
Charles Robert Darwin FRS FGRS FLS FLZ (pronúncia em inglês: ['dɑːrwɪn]; ocasionalmente aportuguesado em Carlos Darwin. Shrewsbury, 12 de fevereiro de 1809 – Downe, 19 de abril de 1882) foi um naturalista, geólogo e biólogo britânico, célebre por seus avanços sobre evolução nas ciências biológicas.[I] Juntamente com Alfred Wallace, Darwin estabeleceu a ideia que todos os seres vivos descendem de um ancestral em comum, argumento agora amplamente aceito e considerado um conceito fundamental no meio científico, e propôs a teoria de que os ramos evolutivos são resultados de seleção natural e sexual, onde a luta pela sobrevivência resulta em consequências similares às da seleção artificial.
Seu livro de 1859, A Origem das Espécies, causou espanto na sociedade e comunidade científica da época, mas conseguiu grande aceitação nas décadas seguintes, superando a rejeição que os cientistas tinham pela transmutação de espécies. Já em 1870, a evolução por seleção natural tinha apoio da maioria dos intelectuais. Sua aceitação quase universal, entretanto, não foi atingida até à emergência da síntese evolutiva moderna entre as décadas de 1930 e 1950 quando um grande consenso consolidou a seleção natural como o mecanismo básico da evolução. A teoria de Darwin é considerada o mecanismo unificador para explicar a vida e a diversidade na Terra.
Em seus primeiros anos, Darwin recusou cursar medicina na Universidade de Edimburgo; ao invés disso, focou-se em pesquisar sobre animais invertebrados. Pela Universidade de Cambridge (Christ's College), ele tomou a iniciativa pelas ciências naturais e viajou durante cinco anos pelo HMS Beagle, projeto que o lançou como eminente geólogo e cujas observações sustentaram as ideias de Charles Lyell; as publicações de seus diários sobre os trajetos percorridos consolidaram sua fama. Intrigado com a distribuição geográfica da vida selvagem e dos fósseis coletados durante sua viagem, Darwin começou investigações detalhadas e, em 1838, concebeu a teoria da seleção natural. Depois de discutir suas ideias com vários naturalistas, Darwin precisava de mais tempo para tornar sua ideia pública, algo que entrava em conflito com seu extensivo trabalho geológico que tinha prioridade. Em 1858, o naturalista Alfred Wallace manda um ensaio científico para Darwin estabelecendo as mesmas ideias e sugere uma publicação em conjunto.
Consagrada a publicação, a teoria evolutiva darwiniana determinou drasticamente o cenário das ciências biológicas, tornando-se a explicação dominante sobre o porquê da diversidade natural do planeta. Em 1871, Darwin volta a publicar livros significativos, desta vez começando sobre a sexualidade humana e sua descendência, intitulado A Descendência do Homem e Seleção em Relação ao Sexo, seguido por A Expressão da Emoção em Homens e Animais em 1872. Sua dedicação pelas plantas resultou em várias publicações de livros, e seu último seria A formação do molde vegetal através da ação de vermes em 1881, meses antes de sua morte no ano seguinte. Em reconhecimento à importância do seu trabalho, Darwin foi enterrado na Abadia de Westminster, próximo a Charles Lyell, William Herschel e Isaac Newton. Foi uma das cinco pessoas não ligadas à família real inglesa a ter um funeral de Estado no século XIX. Por seu papel científico, Darwin é considerado uma das maiores personalidades da história.

## Biografia

### Primeiros anos

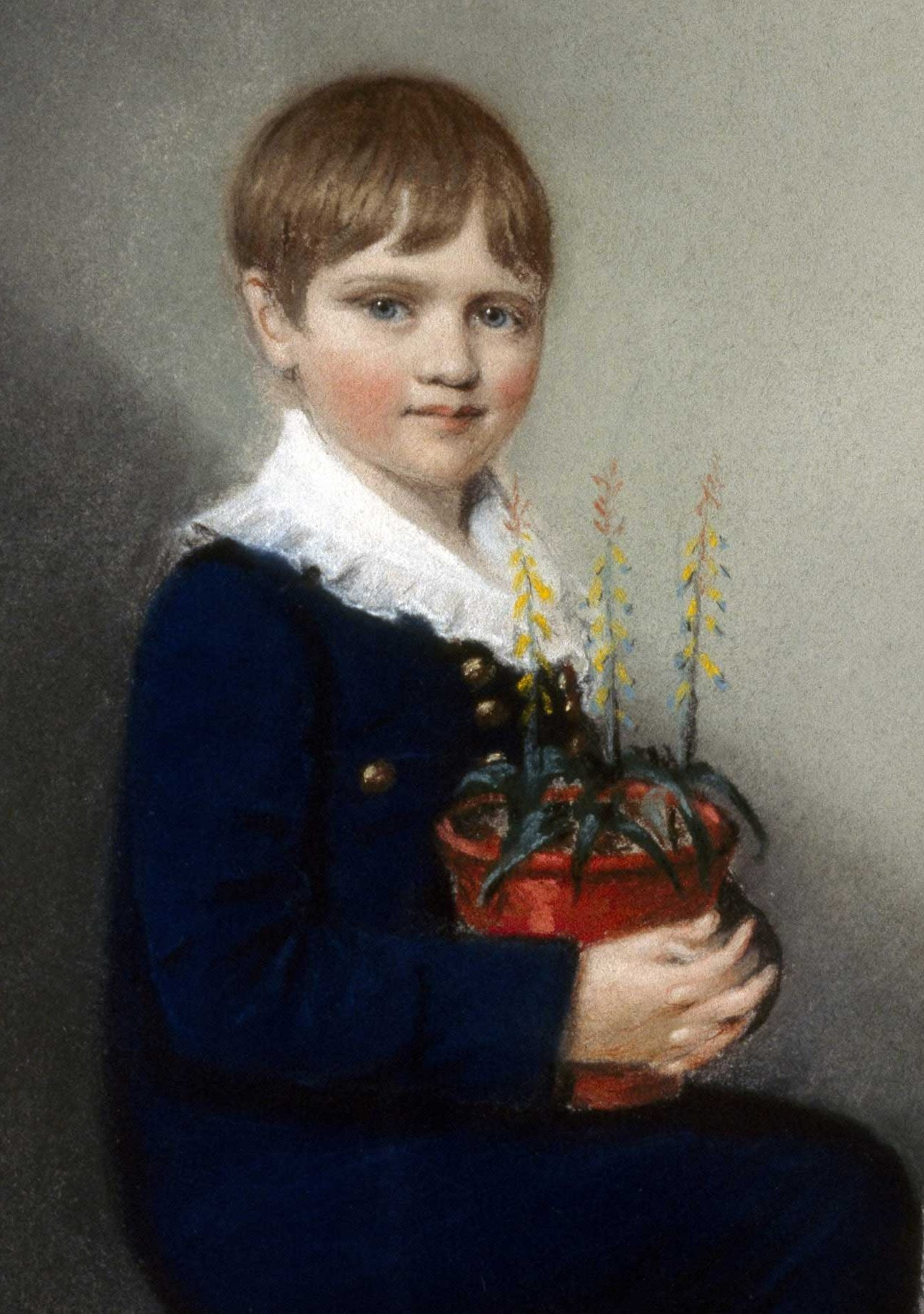
Charles Darwin com sete anos de idade em 1816.

Charles Robert Darwin nasceu em Shrewsbury, Shropshire, em 12 de fevereiro de 1809, em uma propriedade da família apelidada The Mount. O quinto de seis irmãos e filho do médico e investidor Robert Darwin com Susannah Darwin (nome de solteira, Wedgwood), Charles era neto de dois proeminentes abolicionistas: Erasmus Darwin por parte de pai, e Josiah Wedgwood por parte de mãe.
Ambas as famílias eram unitaristas, embora os Wedgwoods também compartilhassem a crença anglicana. O próprio Robert Darwin, que se declarava um livre pensador, batizou Charles em novembro de 1809 na Anglican St Chad's Church, Shrewsbury. Enquanto pequeno, Darwin e seus irmãos iam à Igreja Unitarista juntamente com sua mãe. Com oito anos, demonstrava interesse precoce pela história natural durante suas participações escolares. Em julho daquele ano, sua mãe faleceu. Em setembro de 1818, veio a frequentar, junto com seu irmão mais velho Erasmus, a Anglican Shrewsbury School.
Darwin passou o verão de 1825 ganhando sua primeira experiência profissional como aprendiz de médico, auxiliando no acesso do tratamento aos pobres em Shrewsbury, antes de ir para a Universidade de Edimburgo no mesmo ano, considerado o melhor do curso de medicina no Reino Unido da época, e mais uma vez acompanhando seu irmão Erasmus. As cirurgias grosseiras da época nausearam Darwin e ele acabou por negligenciar os estudos práticos. Todavia, acabou adquirindo um bom conhecimento de taxidermia após cursos com John Edmonstone, um ex-escravo o qual tinha acompanhado Charles Waterton nas florestas da América do Sul e que contava sobre suas expedições durante as classes, criando as primeiras inspirações aventureiras na formação do jovem naturalista.
Em seu segundo ano universitário, Darwin se juntou à Plinian Society, um grupo de história natural que defendia com fervor ideias democráticas e céticas e questionava visões ortodoxas entre religião e ciência da época. Ele ajudou Robert Edmond na investigação da anatomia e ciclo de vida de invertebrados marinhos situados no Estuário do rio Forth e, em 27 de março de 1827, apresentou na Society a sua própria descoberta que esporos negros encontrados em certas conchas eram, na verdade, ovos de sanguessugas. Grant acabou por promover o lamarckismo, atitude que espantou Darwin pela audácia, embora ele já tivesse tido contato com conceitos similares ao ler as publicações de seu avô Erasmus. Darwin priorizou em ajudar nas investigações geológicas de Robert Jameson, incluindo debates sobre polêmica entre neptunismo e plutonismo. Ele aprendeu botânica e ajudou nas coleções na University Museum, um dos maiores museus europeus da época.
O negligenciamento de Darwin em terminar seus estudos em medicina irritou seu pai, que por sua vez o mandou para Christ's College, Cambridge, para estudar em um bacharelado de artes, em um primeiro passo rumo à carreira clériga anglicana, pois era comum intelectuais da igreja seguirem o ramo das ciências naturais com o objetivo 'de apreciar as belezas divinas'. Darwin acabou não indo bem nos testes, conquistando apenas um acesso inferior em 1828. Ele preferia montar em cavalos e atirar. Pouco depois, Darwin adquiriu grande interesse por colecionar besouros graças ao seu primo William Darwin; o jovem naturalista aprendeu a ser zeloso com seus materiais durante este período e, desenhando gravuras cientificas, conseguiu publicar seus primeiros trabalhos com James William Stephens. Darwin se tornou amigo próximo e seguidor do botânico John Stevens Henslow, um entre vários peritos naturalistas que defendiam a união entre religião e ciências naturais; a amizade entre ele e Henslow ficou tão caricata que Darwin seria chamado de "aquele que anda com Henslow". Quando os seus exames estavam se aproximando, Darwin dedicou-se com esmero ao estudo da obra de William Paley, figura de grande inspiração com seu pioneirismo nas versões modernas no argumento teleológico e autor de Evidences of Christianity. Em seus exames finais em janeiro de 1931, foi relativamente bem-sucedido, ficando em décimo lugar entre 178 candidatos nos exames.
Darwin precisou ficar em Cambridge até junho de 1831. Ele estudou e ficou admirado com o livro de Paley Natural Theology or Evidences of the Existence and Attributes of the Deity (primeiramente publicado em 1802) que argumenta que, pelas evidências de um design divino presente na natureza, Deus agiria através de leis naturais. Ao ler o novo livro de John Harschel, Preliminary Discourse on the Study of Natural Philosophy, o qual argumentava que a maneira mais efetiva para entender as leis divinas era através do pensamento dedutivo baseado na observação, entre outros títulos como Personal Narrative of scientific travels de Alexander Von Humboldts, Darwin enraizou cada vez mais suas visões que o levariam a viajar pelo HMS Beagle. Inspirado pela vontade de contribuir, Darwin planejou visitar Tenerife com alguns colegas após a graduação a fim de estudar história natural nos trópicos. Em sua preparação, ele se juntou ao curso de geologia de Adam Sedgwicks e, em 4 de agosto daquele ano, viaja com o professor e passa uma quinzena mapeando estratos em País de Gales.

### A viagem com oBeagle

O percurso do navio HMS Beagle, 1831–1836. A expedição partiu do Reino Unido e circundou o globo, atravessando a costa da América do Sul, o Oceano Pacífico, Austrália e Oceania, África do Sul, retornando para o Brasil e por fim voltando para a Inglaterra.

Após deixar Sedgwick em Gales, Darwin passou uma semana com colegas em Barmouth, retornando para casa em 29 de agosto e achando uma carta de Henslow propondo uma viagem a bordo do HMS Beagle; o capitão seria Robert FitzRoy e Henslow deixou claro que apesar da oportunidade irrecusável para um jovem naturalista, Darwin estaria primeiramente na posição de cavalheiro e não apenas como "mero colecionador". O navio partiria em quatro semanas começando pela costa da América do Sul. A viagem sofreu objeção do pai, Robert Darwin, pois seria "uma perda de tempo", mas o seu cunhado, Josiah Wedgwood II, persuadiu-o a financiar os custos. Darwin fez questão de deixar a expedição em segredo a fim de manter controle do material coletado, já que desta maneira este poderia ser melhor preservado e expandido para futuras investigações científicas.
Após alguns atrasos, a viagem começou pouco depois do natal de 1831, durando quase cinco anos. Como o capitão FitzRoy planejou, Darwin conseguiu passar a maior parte do tempo em terra para investigar materiais geológicos e acumular coleções de artefatos naturais, enquanto o Beagle era reparado e abastecia. Nessa época ele começou a esboçar suas primeiras observações e quando podia mandava espécimes encontrados para Cambridge, anexando cópias do seu diário de viagem para sua família. Tinha algum conhecimento em geologia, e experiência em colecionar besouros e dissecar invertebrados marinhos, mas em outras áreas era novato e recolhia espécimes habilmente para serem apreciados por especialistas. Até quando sofreu com doenças tropicais, ele não deixou de fazer anotações detalhadas em seus diários enquanto estava a bordo do navio. A maioria de suas anotações eram sobre invertebrados marinhos, como os plânctons.
A primeira parada foi em Santiago, Cabo Verde, onde Darwin achou amontoado de rochas vulcânicas a grande altitude com várias conchas. O capitão FitzRoy deu-lhe o livro de Charles Lyell, Principles of Geology, o qual defendia os conceitos do uniformitarismo e a lenta formação e movimento das rochas por longos períodos,[II] pensamento logo sendo adotado por Darwin e que começou em seguida a teorizar seus próprios conceitos. Na chegada ao Brasil, Darwin encantou-se com a floresta tropical mas desprezou a escravidão na região, debatendo sobre o assunto com Fitzroy.

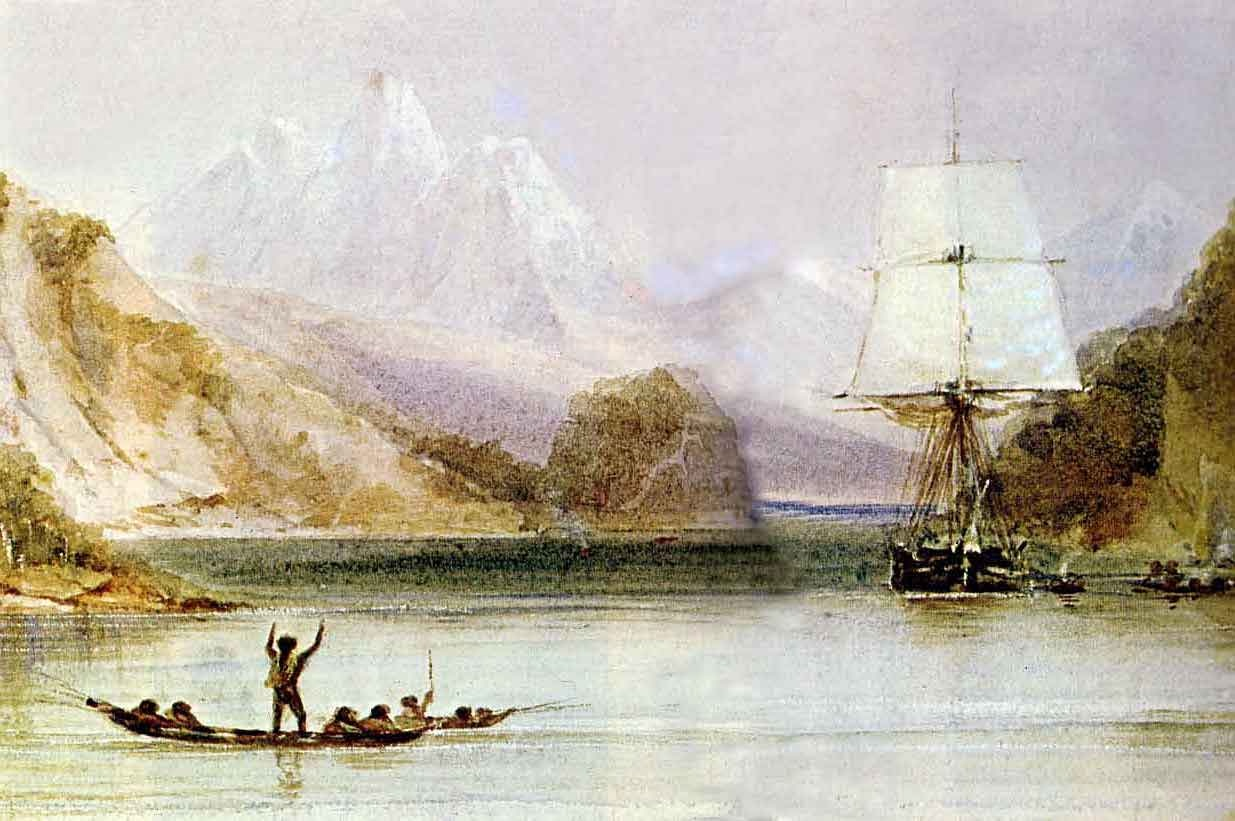
O Beagle na costa sul-americana, região onde Darwin encontrou e esboçou seus primeiros achados significativos.

A expedição prosseguiu ao sul da Patagônia, com uma parada em Bahía Blanca e lugar onde Darwin fez a grande descoberta de fósseis de mamíferos extintos perto de conchas modernas, uma evidência de que extinções nem tão recentes ocorreram no sítio sem qualquer sinal de catástrofes ou outras alterações bruscas. Ele identificou o pouco conhecido Megatherium através de um dente e um osso do braço, um possível antigo parente gigante do tatu. Esses achados causaram grande interesse entre os cientistas quando Darwin voltou para a Inglaterra.
Três fueguinos foram capturados durante a primeira expedição do Beagle e posteriormente educados como missionários na Inglaterra. Darwin os considerou amigáveis e civilizados, ainda que na Terra do Fogo ele acabou por encontrar "selvagens miseráveis e degradantes", nem tão diferentes quanto os animais da natureza. Darwin sempre permaneceu com a ideia de que, apesar da diversidade, todos os humanos tinham o potencial para serem civilizados. Ao contrário de outros colegas cientistas, ele nunca considerou uma barreira intransponível entre humanos e animais. Após um ano, o projeto com os fueguinos foi abandonado. Um deles, com o nome adotado de Jemmy Button, chegou a ter uma esposa, mas jamais desejou abandonar seus conterrâneos e ir para a Inglaterra.
Nas Ilhas Galápagos, famosas por sua geológica vulcânica, Darwin buscou por evidências ligando a vida selvagem com elementos que indicassem um início de vida antiga na Terra, e encontrou tentilhões (família científica: Fringillidae) que variavam entre si de ilha em ilha, inclusive daqueles encontrados no Chile. Darwin soube de carapaças tartarugas correspondentes de cada uma das ilhas, mas acabou falhando em coletá-las pois foram servidas como comida no navio. Na Austrália, os marsupiais potoroidae e o ornitorrinco chamaram tanta a atenção de Darwin pelas suas peculiaridades que ele chegou a cogitar na obra de dois distintos Criadores. Ele achou os aborígenes "bem-humorados e receptivos", e notou o quanto estavam ameaçados pela presença dos europeus.
Fitzroy investigou como os atóis das Ilhas Cocos em Keeling foram criados, e suas pesquisas corroboraram na formação da teoria de Darwin. O capitão começou a anotar os diários oficiais da expedição Beagle, anexando-os com os de Darwin após uma proposta. O diário de Darwin foi posteriormente separado em um terceiro volume sobre história natural.
Na Cidade do Cabo, Darwin e Fitzroy conheceram John Herschel, apoiador do uniformitarianismo de Lyell e de "mente aberta para o mistérios dos mistérios, o porquê da 'substituição' de espécies por outras", em um processo "que contraria uma intervenção milagrosa". Enquanto organizava seus diários na volta para casa, Darwin deixou anotado que, se suas suspeitas sobre os fringilídeos, tartarugas e raposas das Ilhas Falkland estavam corretas, " tais fatos 'estabelecem' uma base comum entre as espécies", e então cuidadosamente acrescentou um "poderia estabelecer" ao invés de apenas "estabelecer". Mais tarde Darwin foi incisivo que os fatos "jogam uma luz para mim sobre a origem das espécies".

### Surgimento e conceito da teoria evolutiva
Quando o navio chegou na Cornualha, Inglaterra, em 2 de outubro de 1836, Darwin já tinha prestígio entre os círculos acadêmicos e científicos; em 1835 o mentor Henslow já tinha oferecido cartas de seu ex-pupilo para vários naturalistas renomados, melhorando ainda mais a sua reputação sobre conhecimento geológico. Assim que chegou na Inglaterra, Darwin visitou sua casa em Shrewbury e reencontrou parentes. Dali partiu apressadamente para Cambridge para ver Henslow, que o aconselhou a encontrar naturalistas dispostos a catalogar as coleções e concordou em catalogar os espécimes botânicos ele mesmo. O pai de Darwin organizou investimentos que permitiram que o seu filho fosse autossuficiente em sua pesquisa científica e Darwin não perdeu tempo para divulgar e estudar os materiais coletados através de especialistas de Londres. Os zoologistas tinham bastante trabalho em atraso, e havia o perigo de espécimes serem simplesmente deixados em armazém.

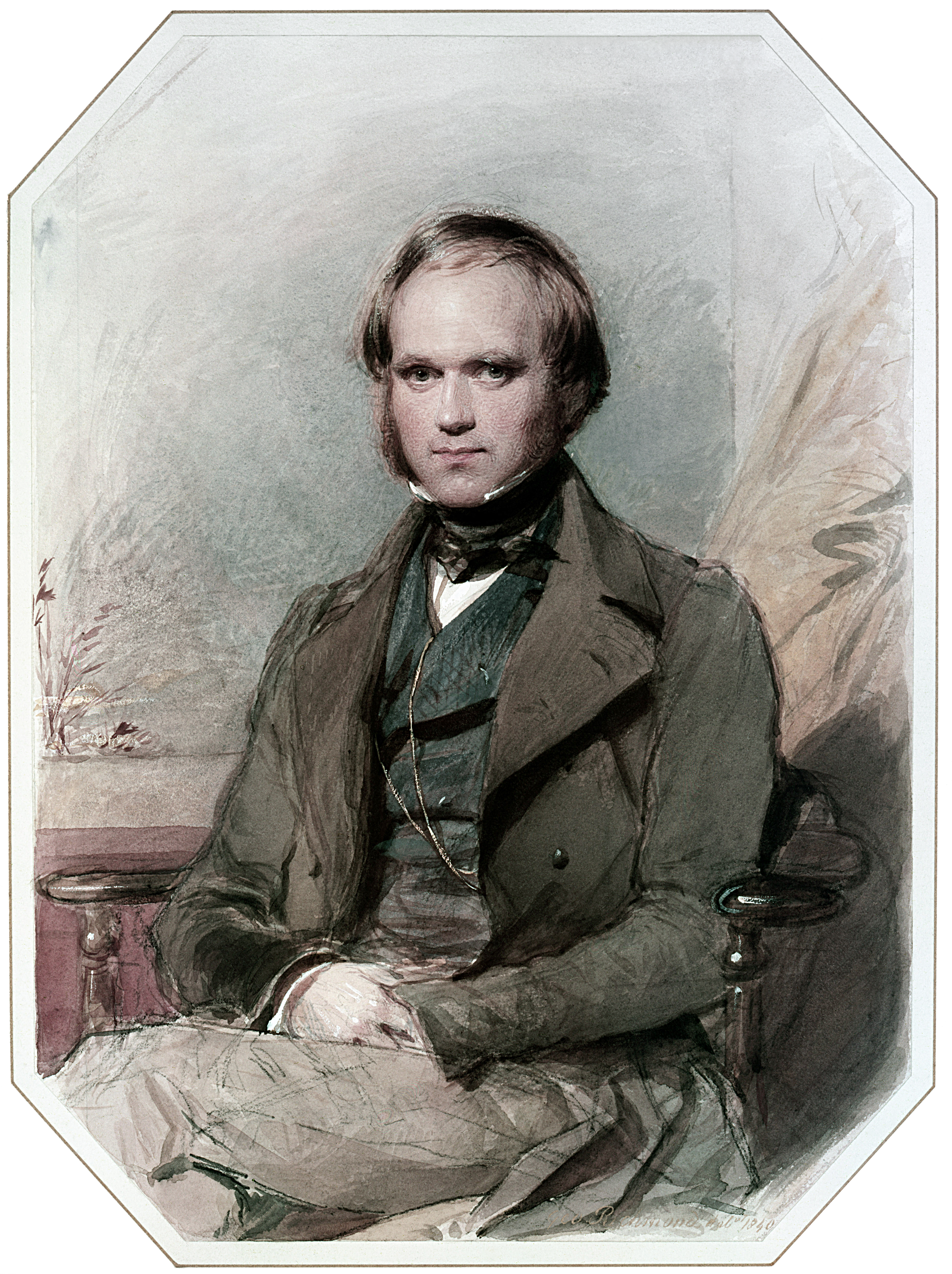
Darwin em sua juventude e começando sua prestigiada carreira científica. Retrato por G. Richmond.

Charles Lyell encontrou Darwin pela primeira vez em 29 de outubro daquele ano e o introduziu ao eminente anatomista Richard Owen, que tinha acesso a Royal Collage of Surgeons para estudar os fósseis coletados por Darwin. Ele encontrou vários achados surpreendentes, incluindo uma preguiça gigante e também o já reconhecido Megatherium, como também os desconhecidos Scelidotherium e um animal semelhante a um roedor do tamanho de um hipopótamo chamado Toxodon, bastante similar em certos aspectos com a moderna capivara. Os pedaços de armadura eram na verdade pertencentes a um Glyptodon, uma criatura que inicialmente Darwin pensou que parecia com um tatu gigante. Todas essas criaturas extintas eram relacionadas com espécies que vivem atualmente na América do Sul.
Em meados de dezembro, Darwin tomou aposentos em Cambridge a fim de organizar seu trabalho e reescrever seus diários. Ele escreveu seu primeiro artigo em 1837, demonstrando que a massa de terra sul-americana estava lentamente elevando, sendo apoiado no processo por um entusiasmado Lyell que leu com ele os resultados para a Geological Society of London. Na mesma época, Darwin apresentou seus espécimes de pássaros e mamíferos para a Sociedade Zoológica de Londres e o ornitologista John Gould não tardou em anunciar que os pássaros de Galápagos, os quais Darwin pensou se tratar de "uma mistura de melro-pretos com fringilídeos", eram, de fato, nada menos que doze espécies separadas de fringilídeos. Em 17 de fevereiro, Darwin foi eleito para o Conselho da Geological Society e a posição de Lyell como presidente permitiu uma maior divulgação dos estudos de Owen sobre os fósseis de Darwin, ao apontar como as delimitações geográficas de cada espécie provavam as ideias uniformitaristas dele próprio.
No início de março, Darwin se mudou para Londres para ficar mais perto do seu trabalho, juntando-se ao grupo acadêmico de Lyell, que continha especialistas tais como Charles Babbage que, por sua vez, descrevia Deus como o 'programador das leis naturais'. Darwin se aproximou novamente do seu irmão e pensador livre Erasmus juntamente com uma de suas amigas próximas, a escritora Harriet Martineau, uma das promotoras do malthusianismo na controversa questão social sobre como melhorar o bem-estar ao reduzir a superpopulação e a pobreza. Como uma unitarista, ela recebeu com agrado a ideia da transmutação de espécies, conceito promovido por Robert Edmond Grant e outros jovens cirurgiões influenciados por Étienne Geoffroy. A transmutação era anátema para os anglicanos defensores da ordem social, contudo chegou a ser bastante discutida entre cientistas de renome e despertou grande interesse nas cartas de John Herschel, que defendeu a metodologia de Lyell em desvendar os processos naturais na origem de novas espécies.
Gould reencontrou Darwin e contou-lhe que os Mimus das Ilhas Galápagos eram de espécies diferentes, não apenas variações de uma mesma, ocorrendo também ramificações nos tentilhões, como o Troglodytidae que igualmente pertencia ao grupo dos fringilídeos. Darwin não tinha etiquetado os fringilídeos ilha por ilha, mas através das anotações dos outros tripulantes, incluindo o capitão Fitzroy, conseguiu identificar a que ilha pertencia cada espécie. As duas Rhea também eram de espécies distintas e, em 14 de março, Darwin anunciou como a distribuição das novas espécies se modificava mais ao sul.
Em meados daquele março, Darwin especulou em um dos seus cadernos vermelhos a possibilidade de que "uma espécie se transforma em outra" para explicar a distribuição geográfica das espécies ainda vivas, como a rhea, e outras já extintas, como o estranho Macrauchenia, que tinha aspectos similares a um guanaco gigante. Seus pensamentos sobre o tempo de vida, reprodução assexual e sexual foram desenvolvidas no caderno apelidado de "B" durante os meados de julho para falar de variação na descendência para "se adaptar e modificar a corrida para um mundo em mudança" ao explicar as tartarugas-das-galápagos, Mimus e também as rheas. Ele fez um rascunho de como seria descendência por ramificação, então uma ramificação genealógica de uma árvore evolutiva única, na qual "é um absurdo dizer que um animal é superior a outro", descartando desta maneira as linhagens independentes de Lamarck progredindo para formas superiores.

### Excesso de trabalho, doença e casamento

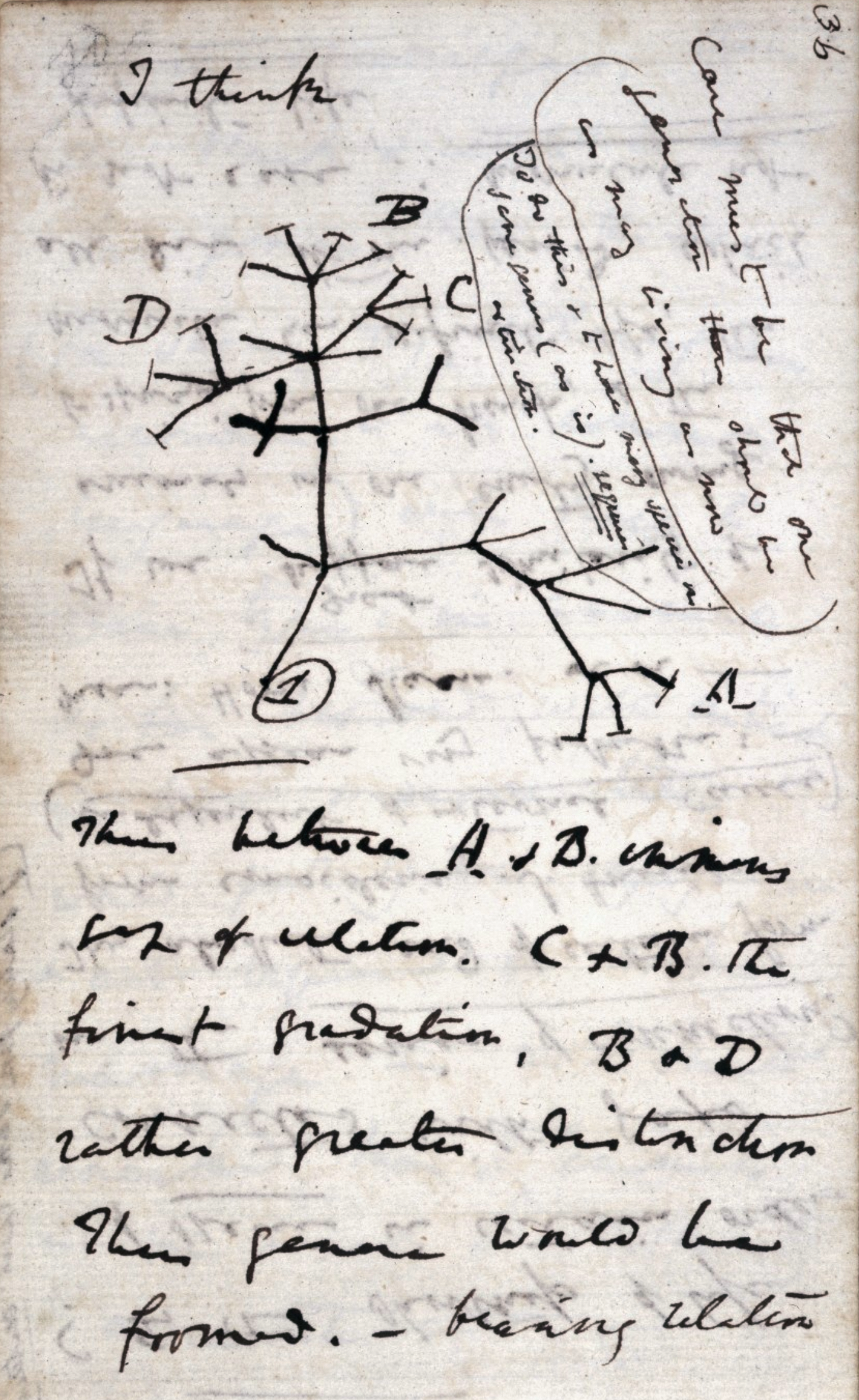
Em meados de julho de 1837 Darwin fez o rascunho de uma árvore evolutiva na página 36 de seu diário "B", anotando I think ("eu acho").

Enquanto estava estudando de maneira intensiva sobre transmutação, Darwin começou a ficar imerso em trabalho. Ainda reescrevendo seus diários, ele editou e publicou os relatórios especializados sobre as suas colecções, e com a ajuda de Henslow obteve um fundo de 1 000 libras esterlinas para suportar a publicação de um multi-volume denominado Zoology of the Voyage of H.M.S Beagle, uma quantia equivalente a 89 000 libras em 2017. Ele esticou essa quantidade de dinheiro para incluir livros que tinha planeado sobre geologia, e concordou com datas de lançamento irreais com os editores. No início da Era Vitoriana, Darwin se apressou em terminar seus diários e, em agosto de 1837, já estava corrigindo preliminares da obra.
O excesso de trabalho afetou a saúde de Darwin. Em 20 de setembro ele apresentou "uma palpitação inconfortável no coração" e seus médicos recomendaram de imediato a interrupção do trabalho e que fosse viver no campo por algumas semanas. Após visitar Shrewsbury ele encontrou parentes em Maer Hall, Staffordshire, mas o interesse em excesso deles por suas histórias das suas viagens o desgastou. A sua encantadora, inteligente e culta prima Emma Wedgwood, nove meses mais velha que Darwin, estava trabalhando como enfermeira da tia inválida. O seu tio Josiah mostrou uma área do solo onde restos de cinzas tinham desaparecido e sugeriu ser a ação de minhocas, inspirando uma "nova e importante teoria" sobre o seu papel na formação dos solos, a qual Darwin apresentou na Geological Society em 1 de novembro de 1837.
William Whewell encaminhou Darwin para tomar o papel de Secretário da Geological Society. Inicialmente ele recusou o trabalho, mas aceitou o emprego em 1838. Apesar da atenção necessária com seus relatórios do Beagle no processo de editá-los, Darwin conseguiu fazer grandes avanços na área de transmutação, usando cada oportunidade que tinha para interrogar naturalistas experientes e, de maneira não convencional, indivíduos com experiência prática em seleção artificial tais como fazendeiros e criadores de pombos. Ao longo do tempo, ele obteve informação até mesmo dos seus filhos e família, parentes, vizinhos, colonialistas e ex-colegas do Beagle. Darwin então incluiu pesquisas de aspecto humano no escopo de suas especulações e, ao ver um orangotango no zoológico em 28 de março de 1838, fez comparações de seu comportamento similarmente infantil ao de crianças.

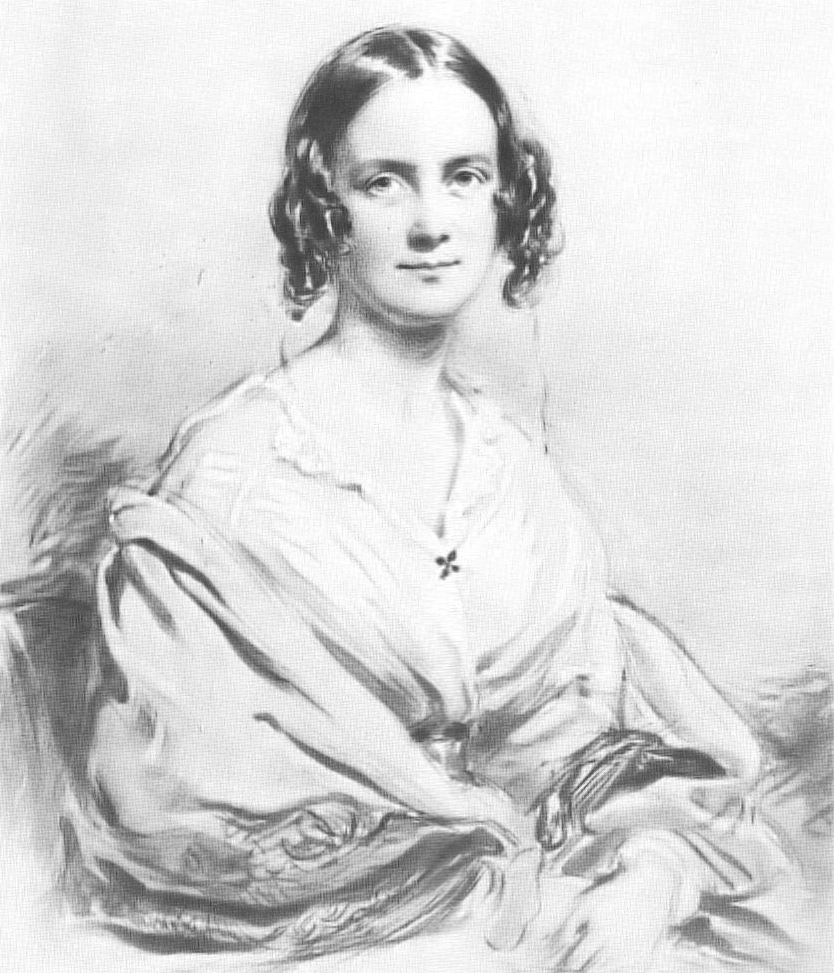
Emma Darwin, prima de Darwin a qual ele escolheu se casar.

Darwin teve problemas estomacais, dor de cabeça e sintomas no coração, precisando repousar em junho. No resto de sua vida, ele apresentou problemas incapacitantes no estômago, desencadeando vômitos, palpitações, furúnculos, tremedeiras e outros sintomas. Os episódios se intensificavam durante períodos de stress, como por exemplo encontros ou eventos sociais. A causa para a condição enferma de Darwin permanece desconhecida e os tratamentos médicos na época tiveram pouco sucesso.
Em 23 de junho, Darwin deu uma pausa nos trabalhos e resolveu "praticar geologia" na Escócia. Ele visitou Glen Roy em um dia maravilhoso para ver as famosas "curvas" escocesas nos penhascos das Terras Altas. Ele posteriormente publicou sua visão de que essas formações foram planícies costeiras, contudo teve que aceitar que de fato são a formação de um lago pós-glacial.
Plenamente recuperado, ele retornou para Shrewbury em julho. Durante o costume de escrever notas diárias sobre o sistema de respiração animal, faz um comentário em duas folhas sobre as perspectivas de sua carreira e o futuro de sua vida, em uma escreveu "casar" e na outra "não casar". Ao acrescentar todas as vantagens, incluindo "uma companhia constante e amiga durante a idade avançada […] melhor que um cachorro de qualquer maneira". Ele não deixou de também elencar as desvantagens, como ter "menos orçamento para os livros" e de ser "uma terrível perda de tempo". No final, Darwin optou pelo sim. Pela decisão favorável ao casamento, ele discutiu a ideia com seu pai, e então visitou Emma em 29 de julho. Acabou não por não propô-la em casamento daquela vez e, contrariando os conselhos de seu pai, decidiu mencionar suas ideias sobre transmutação para os presentes.

#### Malthus e a seleção artificial
Continuando com suas pesquisas em Londres, Darwin estava concentrado na leitura da sexta edição do livro de Thomas Malthus, An Essay on the Principle of Population e, em 28 de setembro de 1838, ele notou a afirmação de que a população humana "estava fora de controle, continuava a dobrar de quantidade a cada 25 anos, ou aumenta numa proporção geométrica", uma progressão geométrica tal que acarretaria no esgotamento das fontes alimentícias em um processo conhecido como catástrofe Malthusiana. Darwin estava bem-preparado para comparar seus pensamentos com a "guerra de espécies" de plantas formulada por Augustin Pyrame de Candolle, e a luta pela sobrevivência da vida selvagem, explicando como, no saldo geral, o número de indivíduos de uma espécie se mantém estável. Como as espécies sempre se reproduzem além dos recursos disponíveis, variações vantajosas tornariam os organismos mais aptos a sobreviver, o que passaria tais variações aos seus descendentes, enquanto as variações desvantajosas seriam perdidas na linhagem. Darwin escreveu que "a causa final para todas essas 'engrenagens' deve ser para deslindar uma estrutura adequada e adaptá-la a mudanças", de modo que "se pode dizer que há uma força como cem mil cunhas que tenta encaixar-se em todos os tipos de estrutura adaptada nos vãos disponíveis na economia da natureza, ou ao menos formando vãos jogando fora as mais fracas". Este processo resultaria na formação de novas espécies.
Em meados de dezembro, Darwin viu a similaridade entre a seleção artificial utilizada pelos fazendeiros e uma Natureza Malthusiana, selecionando variações ao acaso que criam "cada parte de uma nova estrutura perfeitamente funcional", definindo essa comparação como "a parte esplêndida de minha teoria". Ele posteriormente chamou sua teoria de seleção natural, uma analogia com o que ele chamaria de "seleção artificial" dos cruzamentos seletivos.
Em 11 de novembro, ele retornou para Maer e propôs novamente Emma em casamento, sendo que, mais uma vez, apresentou suas ideias aos presentes. Ela aceitou o pedido e, numa troca de cartas de amor, provou como era mente aberta sobre suas diferenças, também reforçando sua crença unitarista e as preocupações de que o ceticismo de Darwin talvez os separariam no pós-vida. Enquanto Darwin estava em sua casa de caça em Londres, a doença dele progrediu e Emma clamou para que ele descansasse, em uma previsão quase profética de que "não fique mais adoentado, querido Charley, até que eu possa cuidar de você". Ele a encontrou e ambos se mudaram para o que eles chamaram de "Macaw Cottage" ("Casa Arara", por causa de seu interior extravagante). Ele mudou seu "museu" de coleções para a residência até o natal. Em 24 de janeiro de 1839, Darwin foi eleito membro da Royal Society (FRS). Em 29 de janeiro, Darwin e Emma Wedgwood se casaram em uma cerimônia anglicana feita para se adequar aos costumes unitaristas e logo depois pegaram o trem para sua nova casa.

### Desenvolvimento da teoria da evolução, cracas e geologia

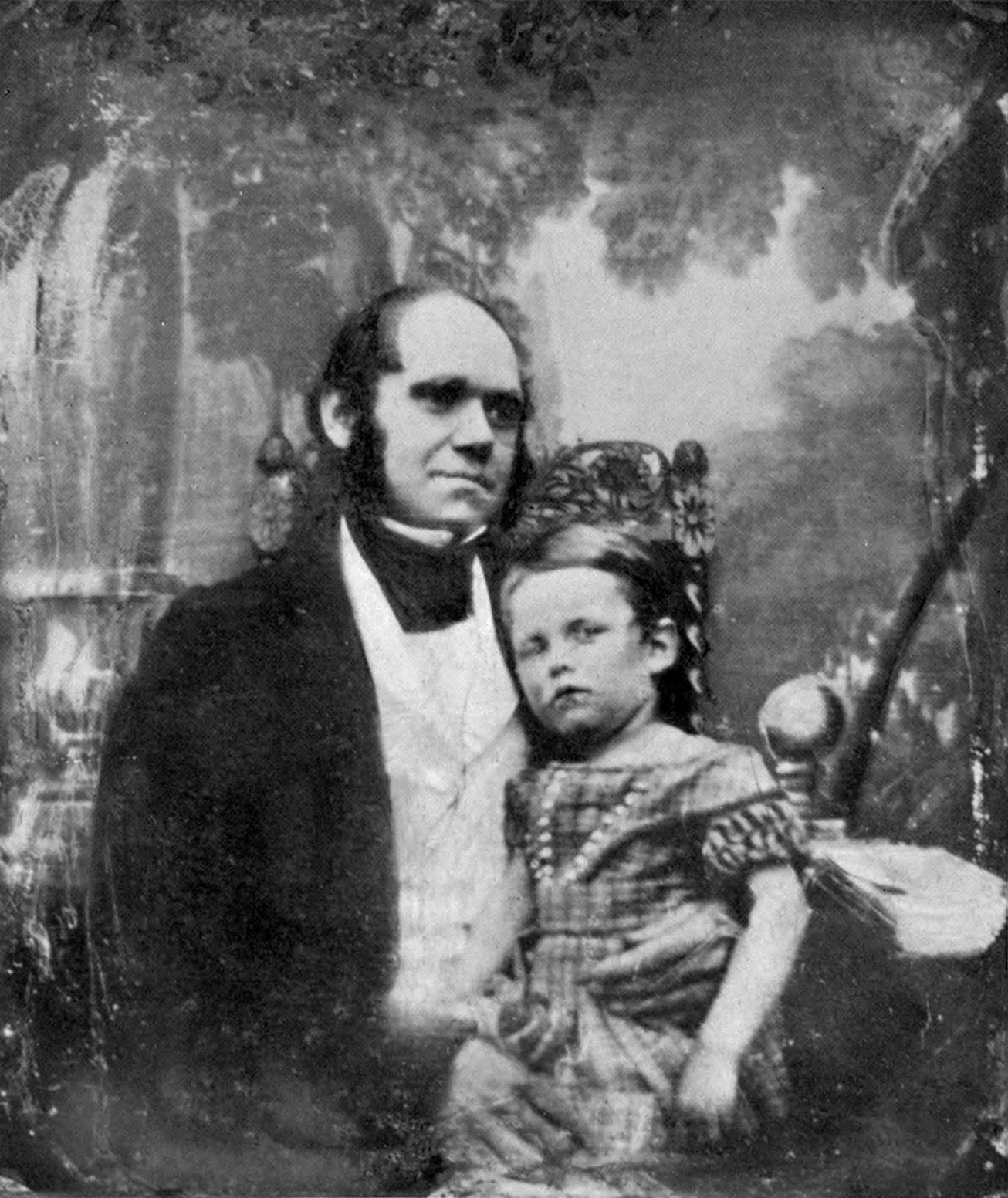
Darwin em 1842 com seu filho mais velho, William Erasmus Darwin.

Darwin agora tinha o material base para trabalhar sobre a teoria da seleção natural, o seu "hobby principal". Suas pesquisas incluíram intensas investigações sobre a seleção artificial de plantas e animais e a busca por evidências de que os animais não são fixos, investigando ideias para substanciar a sua teoria. Durante quinze anos esta tarefa era secundária, tendo ele se ocupado principalmente nos seus escritos sobre geologia e em publicar em periódicos especializados sobre suas coleções do Beagle, principalmente cirrípedes.
Quando a obra Narrative, de Fitzroy, foi publicada em maio de 1839, os diários de Darwin fizeram tanto sucesso como o terceiro volume que mais tarde nesse mesmo ano foi lançado como obra separada. No início de 1842, Darwin escreveu sobre as suas ideias a Charles Lyell, que notou que o seu aliado "nega ver um começo para os vários grupos de espécies".
O livro de Darwin The Structure and Distribution of Coral Reef, sobre sua teoria da formação dos atóis, foi publicado em 1842, após mais de três anos de pesquisas. Logo depois, ele começou a sintetizar seus primeiros "rascunhos" para uma obra sobre seleção natural. Para fugir da pressão urbana de Londres, a família se mudou para a residência rural Down House em setembro. Em 11 de janeiro de 1844, Darwin mencionou a sua teorização ao botânico Joseph Dalton Hooker, relatando de maneira humorística e melodramática que era "como confessar um assassinato". Hooker respondeu que "em minha opinião ocorreu uma série de mudanças em diferentes focos e também uma mudança gradual nas espécies. Eu ficaria maravilhado em ler o que você pensa sobre o assunto, já que nenhuma opinião neste momento me satisfaz no assunto".
Em julho, Darwin desenvolveu seu "rascunho" em um "ensaio" de 230 páginas, obra para ser expandida com seus outros trabalhos caso morresse prematuramente. Em novembro, foi lançado o livro anônimo Vestiges of the Natural History of Creation, que ficou entre os mais vendidos e trouxe grande atenção pública na transmutação. Darwin desdenhou do amadorismo na geologia e da zoologia da publicação, mas revisou cuidadosamente os seus próprios argumentos. A controvérsia emergiu e o livro continuou vendendo bem, apesar das críticas dos círculos científicos.

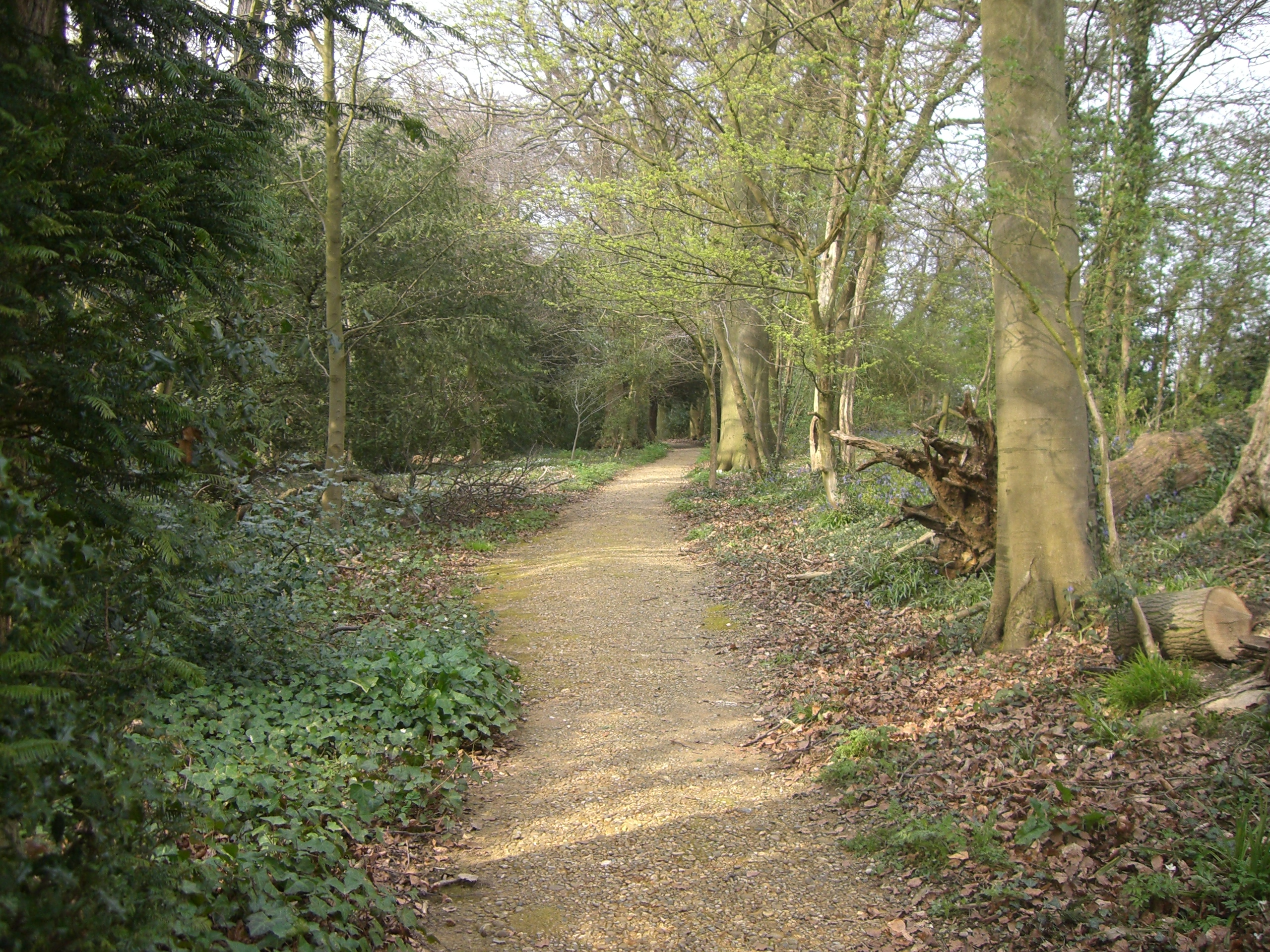
A trilha percorrida por Darwin em Dawn House que estimulava sua mente para pensamentos criativos.

Darwin completou seu terceiro livro geológico em 1846. Ele renovou seu fascínio em animais marinhos invertebrados, entusiasmo que datava de seus tempos de estudante com Grant, dissecando e classificando cracas que tinha coletado em sua viagem, observando suas interessantes estruturas e as comparando com formas parecidas. Em 1847, Hooker leu o "ensaio" e mandou as críticas necessárias que Darwin precisava, mas que não se comprometeria e questionava a sua oposição em atos contínuos de criação divina.
Em uma tentativa de melhorar sua condição de saúde crônica, Darwin consultou o médico James Manby Gully e se surpreendeu com alguns dos benefícios da hidroterapia. Então, em 1851, sua preciosa filha Annie ficou adoentada, renascendo seu medo de que talvez a doença fosse hereditária. Depois de uma série de crises, ela acabou por falecer.
Após oito anos trabalhando com cracas (Sessilia), Darwin conseguiu encontrar "homologias" demonstrando que partes do corpo minimamente alteradas servem diferentes funções para fazer face a novas condições e, em alguns gêneros, ele encontrou minúsculos machos parasitas em hermafroditas, o que demonstrava estágios intermediários na evolução de sexos distintos. Em 1853, ele ganhou a medalha real da Royal Society, consolidando sua reputação como biólogo. Em 1854, torna-se membro da Linnean Society of London, ganhando acesso postal à sua biblioteca. Darwin começou a retrabalhar na sua teoria das espécies e, em novembro percebeu que divergências nas características dos descendentes podem ser explicadas por elas se tornarem adaptadas a "lugares diversificados na economia da natureza".

### Publicação da teoria da seleção natural

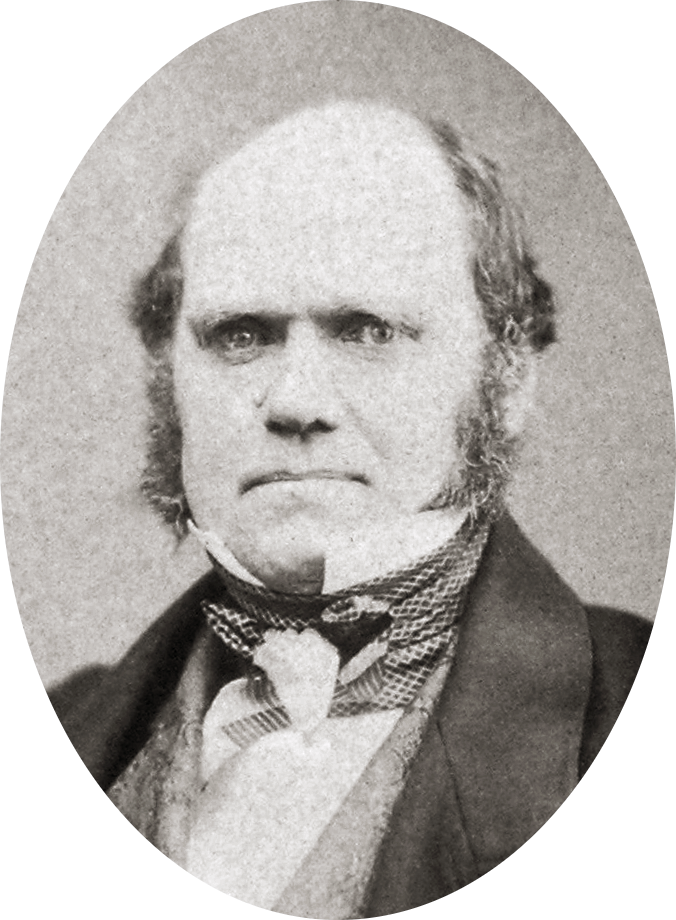
Charles Darwin aos 46 anos em 1855, no período trabalhando na sua teoria da seleção natural. Em uma carta para Hooker sobre esse retrato, ele escreveu: "eu realmente tenho uma expressão rude e, quando vejo essa fotografia, penso como é surpreendente que eu tenha um mísero amigo".

No início de 1856, Darwin estava investigando se ovos e sementes poderiam sobreviver na água marinha para espalhar seus descendentes pelo oceano. Hooker aumentou seu ceticismo sobre a visão tradicional fixista das espécies, mas um jovem amigo deles, Thomas Henry Huxley, era firmemente contra a transmutação das espécies. Lyell estava intrigado pelas especulações de Darwin, sem realmente perceber o que de fato dizia em toda a sua dimensão. Ao ler o livro de Alfred Russel Wallace, On the Law which has Regulated the Introduction of New Species, ele viu similaridades com o pensamento de Darwin e avisou que publicasse seu trabalho o quanto antes. Embora Darwin não tenha se intimidado, em 14 de maio de 1856 ele começou a escrever um manuscrito. Conseguir responder perguntas difíceis o fez ganhar ritmo e aumentou seus planos para um "grande livro sobre as espécies" intitulado Natural Selection, o qual deveria também conter no cabeçalho algo como "excluindo o homem". Ele continuou suas pesquisas, obtendo espécimes e informações de naturalistas pelo globo, incluindo de Wallace, que estava em Bornéu. Em meados de 1857, ele adicionou uma seção chamada "Teoria aplicada das Raças Humanas", mas não avançou no tópico. Em setembro de 1857, Darwin mandou para o botânico estadunidense Asa Grey uma síntese de suas ideias, incluindo um abstrato de Natural Selection. Ele respondeu que evitaria comentar sobre um assunto "tão cercado de preconceitos", encorajando as teorias de Wallace e comentando que "eu fui muito além do que você".
O livro de Darwin estava apenas parcialmente completo quando, em 18 de junho de 1858, ele recebeu uma carta de Wallace descrevendo a seleção natural. Chocado que sua ideia tenha sido antecipada por outra pessoa, Darwin a enviou para Lyell no mesmo dia, como instruído por Wallace; embora este não tenha recomendado uma publicação, Darwin sugeriu para Wallace que ele poderia escolher qualquer jornal para publicar o material por meio de Darwin. Ele estava passando por momentos difíceis com sua família em meio a uma crise fatal de escarlatina em sua cidade e ele passou a responsabilidade para seus amigos. Após alguma discussão, Lyell e Hooker decidiram uma apresentação conjunta na Linnean Society em 1 de julho, intitulada On the Tendency of Species to form Varieties; and on the Perpetuation of Varieties and Species by Natural Means of Selection. Na noite de 28 de junho, o filho bebê de Darwin morreu de escarlatina, depois de quase uma semana de crises fortes, o que deixou ele muito transtornado para participar ou ver a apresentação.
A teoria não recebeu grande atenção de imediato; o presidente da Linnean Society observou, em maio de 1859, que aquele ano não teve grandes descobertas revolucionárias. Apenas um crítico mais notável se lembrou de Darwin; o professor Samuel Haughton declarou que "tudo que foi apresentado de novo é falso e o velho continua verdadeiro". Darwin se exauriu por treze meses para produzir um abstract de seu "grande livro", sofrendo de doenças, mas nunca deixando de continuar graças ao encorajamento de seus amigos cientistas. Lyell conseguiu uma publicação pela editora John Murray.
A Origem das Espécies acabou se provando surpreendentemente popular, sendo que toda a remessa de 1250 cópias foi vendida quando publicada pelas editoras em 22 de novembro de 1859. No livro, Darwin desenvolveu "um extenso argumento" com observações detalhadas, além de se antecipar de futuras objeções. No caso do descendente comum, ele incluiu evidências homólogas entre humanos e outros mamíferos.[III] Ao adentrar na seleção sexual, explicou como isso poderia fornecer dicas para explicar as diferenças raças humanas.[IV] Ele evitou uma discussão explícita sobre a origem humana, mas implicou sua significância na sentença: "Que a luz seja jogada na origem humana e sua história".[IV] Sua teoria é exemplificada na introdução:
Como muitos mais indivíduos de cada espécie nascem do que podem sobreviver; e como, consequentemente, há uma luta recorrente e frequente pela existência, segue-se que qualquer ser, se variar de alguma forma ligeiramente positiva para si mesmo, sob as condições complexas e às vezes variáveis da vida, terá uma melhor chance de sobreviver e assim ser naturalmente selecionado. Do forte princípio da hereditariedade, qualquer variedade selecionada tenderá a propagar sua forma nova e modificada.— A Origem das Espécies
No final do livro ele concluiu:
Existe uma grandeza ao ver a vida dessa maneira, com suas várias forças, tendo sido originalmente inspirada em algumas formas ou em uma; e que, enquanto esse planeta orbita de acordo com a lei fixa da gravidade, de um começo tão simples, formas incontáveis, as mais lindas e maravilhosas, evoluíram e estão evoluindo.— A Origem das Espécies
A última palavra é a única variante de "evolução" nas primeiras cinco edições do livro. Na época, o termo "evolucionismo"  estava associado com o desenvolvimento embrionário. Darwin usou pela primeira o termo "evolução" em um conceito mais moderno em The Descent of Man em 1871, para posteriormente, em 1872, adicionar o termo na sexta edição de The Origin of Species.

### Respostas a publicação

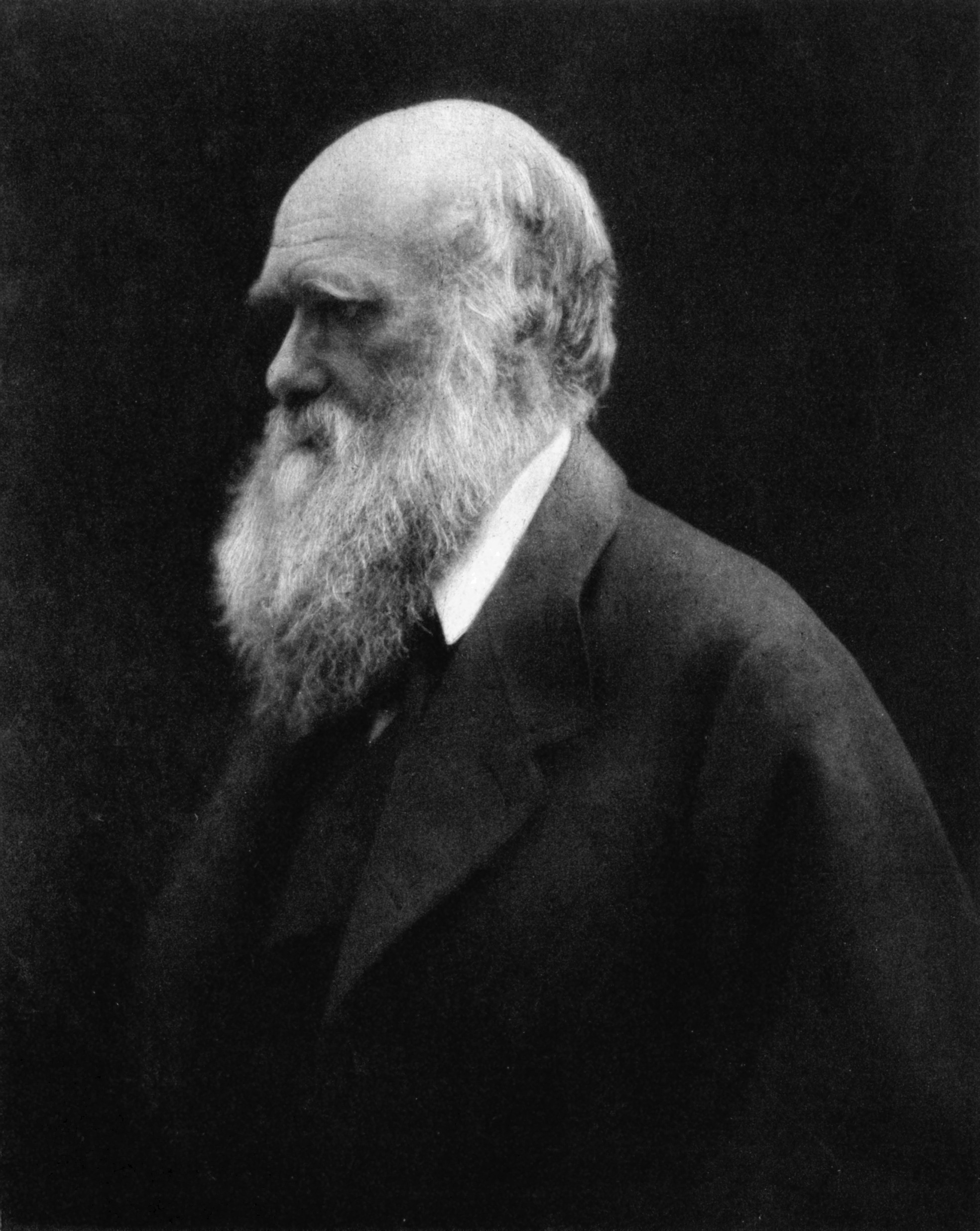
Durante um feriado com a família em 1868 na Ilha de Wight, Júlia Margaret tirou retratos mostrando Darwin com sua famosa barba crescida durante 1862 e 1866.

Uma caricatura de 1871 após a publicação de A Descendência do Homem sendo uma das várias a mostrar Darwin com o corpo de primata, o identificando na cultura popular como o principal autor da teoria evolutiva.

O livro levantou interesse internacional, com menos polêmica que o popular Vestiges of the Natural History of Creation. Embora a condição de saúde de Darwin o tenha mantido longe dos debates públicos, ele submeteu ao escrutínio todas as respostas científicas, comentando as colunas de jornais, análises, artigos, sátiras e caricaturas, além de falar sobre com colegas ao redor do mundo. O livro não discutia explicitamente as origens humanas,[IV] mas incluiu várias sugestões sobre o ancestral humano e quais as melhores inferências. Uma primeira crítica perguntou: "se um macaco se tornou homem – porque não o homem não poderia se tornar macaco?", além de ter afirmado que a questão deveria ser deixada para os teólogos, pois era muito perigosa para o leitor comum. Entre as primeiras análises positivas, Huxley atacou Richard Owen, líder do establishment científico que ele estava tentando derrubar. Em abril, a crítica de Owen atacou os próximos de Darwin e ridicularizou suas ideias, enfurecendo-o, mas Owen e outros começaram a promover a ideia de uma evolução guiada pelo sobrenatural. O naturalista Patrick Matthew chamou a atenção para o fato de que ele chegou a desenvolver o conceito da seleção natural na formação de novas espécies em um livro de 1831, mas não continuou mais a fundo.
A resposta da Igreja Anglicana foi mista. Os antigos tutores de Darwin, Sedgwick e Henslow, rechaçaram suas ideias, mas os clérigos liberais interpretaram a seleção natural como um instrumento do design de Deus, sendo que o clérigo Charles Kingsley via "apenas como um conceito nobre da concepção da Deidade". Em 1860, a publicação de Essays and Reviews por vários teólogos anglicanos liberais desviou as atenções clericais sobre Darwin, sendo que as ideias de alta crítica eram atacadas por autoridades da igreja e classificadas como heresia. Nos ensaios, Baden Poweel argumenta que os milagres quebram as leis de Deus, então acreditar neles seria ateísmo. Ele também louvou "a publicação do Sr. Darwin defendendo o grande princípio dos poderes evolutivos da natureza". Asa Gray discutiu teologia com Darwin, que captou e distribuiu os panfletos de Gray sobre a evolução teísta, que dizia que seleção natural não é inconsistente com a teologia natural. A confrontação mais famosa sobre as ideias de Darwin foi o debate evolutivo em Oxford de 1860 durante um encontro da Associação Britânica para o Avanço da Ciência, onde o Bispo de Oxford, Samuel Wilberforce, embora não tenha feito oposição a transmutação das espécies, argumentou contra a evolução darwiniana e a teoria de que humanos descenderem de primatas. Joseph Hooker argumentou incisivamente a favor de Darwin, e a famosa resposta de Thomas Huxley, de que ele preferiria se um descendente de um primata que de um homem que usa eloquência para destruir a verdade, tornou-se símbolo do triunfo da ciência sobre a religião.
Até os amigos mais próximos de Darwin, Gray, Hooker, Huxley e Lyell, não deixaram de expressar várias considerações sobre sua teoria mas deixaram de dar um forte apoio, assim como vários outros, particularmente jovens naturalistas. Grey e Lyell buscaram reconciliação com a fé, enquanto Huxley defendeu uma polarização entre religião e ciência. Ele lançou campanhas agressivas contra a autoridade do clero na educação, mirando o objetivo de acabar com a dominância dos clérigos e aristocratas amadores sob a jurisdição de Owen, em favor de uma nova geração de cientistas profissionais. Owen declarava que a anatomia do cérebro provava que os humanos eram uma ordem biológica separada dos primatas, argumento mostrado como falso por Huxley em uma longa disputa parodiada por Kingsley como a "Grande Questão do Hipocampo".
O darwinismo se tornou um movimento que cobria uma grande extensão de ideias revolucionárias. O livro de 1863 de Lyell, Geological Evidences of the Antiquity of Man, popularizou o conceito de pré-história, embora sua precaução sobre introduzir a evolução tenha desapontado Darwin. Semanas depois. Huxley lançou a obra Evidence as to Man's Place in Nature, mostrando que, anatomicamente, seres humanos são primatas. Logo depois, veio Henry Walter Bates com seu livro The Naturalist on the River Amazons, que providenciou evidências empíricas para a seleção natural. Graças ao lobby, Darwin foi agraciado com a maior honra científica britânica, a Medalha Copley da Royal Society, galardoada em 3 de novembro de 1864. Nesse dia, Huxley promoveu o primeiro encontro do que se tornaria o influente "Clube X", dedicado a "ciência, pura e livre, não obstruída por dogmas religiosos". Já no fim da década a maioria dos cientistas concordavam que a evolução ocorreu, mas apenas uma minoria dava suporte a visão de Darwin de que o mecanismo chefe era a seleção natural.
A Origem das Espécies foi traduzida para várias línguas, tornando-se um importante texto científico e atraindo a atenção sobre todos aqueles que se interessavam pelos caminhos percorridos pela vida, incluindo os "trabalhadores" que se reuniam nas palestras de Huxley. A teoria de Darwin também influenciou vários movimentos do período[V] e virou um ponto chave da cultura popular.[VI] Cartonistas parodiavam a ancestralidade animal humana em uma velha tradição de mostrar seres humanos com traços animalescos, enquanto na Grã-Bretanha essas imagens divertidas serviram para popularizar a teoria darwiniana. Em 1862, enquanto estava doente, Darwin deixou sua barba crescer e em 1866, quando reapareceu em público, caricaturas dele como um primata ajudaram a identificar todas as formas de evolucionismo com o darwinismo.

### Descendência do Homem, seleção sexual e a botânica

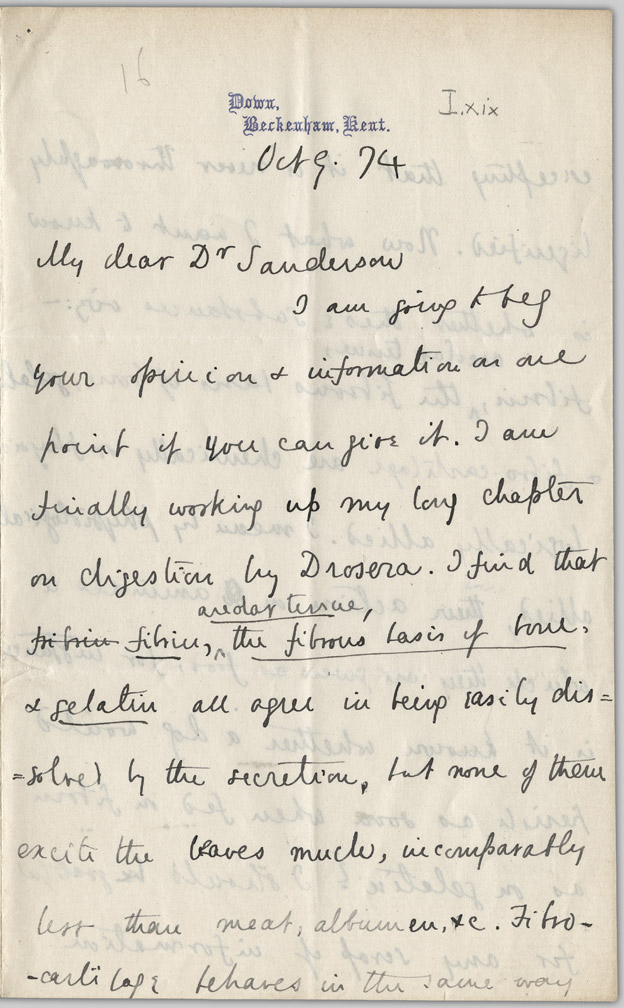
Uma carta de Darwin para John Scott Burdon-Sanderson.

Apesar de lutar contra a doença durante os últimos 22 anos de sua vida, os trabalhos de Darwin continuaram. Ao publicar A Origem das Espécies como um abstract de sua teoria, ele prosseguiu com experimentos, pesquisas e escritos de seu "grande livro". Ele cobriu desde a descendência do homem pelos primeiros animais até a evolução das sociedades e habilidades mentais, além de explicar a beleza e a diversidade da natureza selvagem em estudos pioneiros sobre plantas.
Inquéritos sobre a polinização de insetos o levou a produzir ensaios em 1861 sobre o estudo de orquídeas selvagens, mostrando a adaptação de suas flores para atrair mariposas específicas para cada espécie e assegurar a fertilização cruzada. Em 1862, no livro Fertilisation of Orchids, deu sua primeira demonstração detalhada do poder da seleção natural para explicar as complexas relações ecológicas, demonstrando previsões testáveis. Com sua saúde deteriorada, Darwin ficou confinado em sua cama em um quarto cheio de experimentos para prever o movimento do crescimento de videiras. Recebeu visitantes admirados por seu trabalho, incluindo Ernst Haeckel, um zeloso preponente do darwinismo incorporado ao lamarckismo com o idealismo de Goethe. Wallace continuou receptivo, apesar de se virar cada vez mais para o espiritualismo.
O livro de Darwin The Variation of Animals and Plants under Domestication, publicado em 1868, foi a primeira parte do seu planejado "grande livro" e incluía sua hipótese falha da pangênese, ao tentar explicar a hereditariedade. Vendeu bem em um primeiro momento, apesar do tamanho, e foi traduzido para várias línguas. Ele escreveu a maioria da segunda parte, sobre a seleção natural, mas a obra não foi publicada durante sua vida.

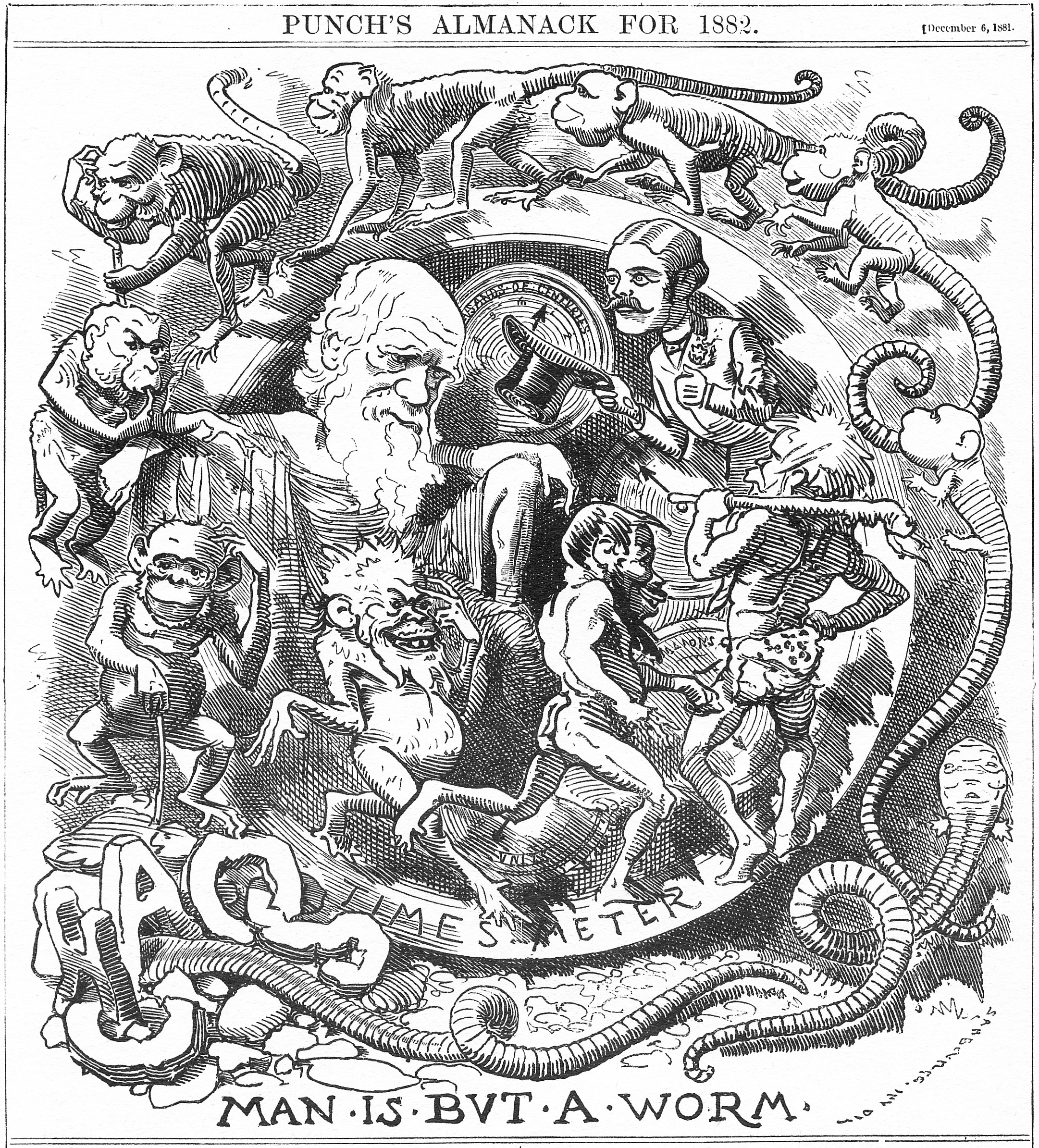
Almanaque da Punch de 1882, publicado pouco depois da morte de Darwin, caracteriza-o no meio do caos evolutivo de uma forma primitiva até um cavalheiro vitoriano com o título "o homem é apenas um verme".

Lyell popularizou a pré-história humana, enquanto Huxley provou que seres humanos são, anatomicamente, primatas. Com A Descendência do Homem e Seleção em Relação ao Sexo, publicado em 1871, Darwin estabeleceu, a partir de numerosas fontes, que humanos são animais, mostrando a continuidade de seus atributos físicos e mentais, além de ter apresentado a seleção sexual como uma explicação de características "não práticas", como a plumagem de pavões, igualmente com a evolução da cultura humana, diferenças entre os sexos e a classificação racial física e cultural, ao mesmo tempo que enfatizava que humanos são todos da mesma espécie. Suas pesquisas usando imagens se aprofundaram no seu livro de 1872, A Expressão das Emoções no Homem e nos Animais, uma das suas primeiras obras a apresentar fotografias impressas, na qual discute a evolução da psicologia humana e sua continuidade com o comportamento animal. Ambos os livros se mostraram bastantes populares e Darwin ficou impressionado com a recepção geral de suas obras, anotando que "todos estão falando sobre sem ao menos estarem chocados". Sua conclusão foi "que o homem, com todas as suas qualidades nobres, com a simpatia que sente por todos aqueles menos favorecidos, com a benevolência que se estende não somente aos outros homens, mas também com a criatura mais humilde, que com seu intelecto espelhado ao divino penetrou nos movimentos e constituições do sistema solar — com todos seus poderes o homem ainda traz em sua estrutura física a marca indelével de sua origem primitiva.".
Seus experimentos relacionados a evolução e pesquisa o levou a publicar os livros sobre orquídeas, Insectivorous Plants, The Effects of Cross and Self Fertilisation in the Vegetable Kingdom, sobre as diferentes formas de flores e plantas da mesma espécie, e The Power of Movement in Plants. Seu trabalho botânico foi interpretado e popularizado por vários autores, como Grant Allen e H. G. Wells, e ajudou a transformar as ciências botânicas no final do século XIX e início do século XX. Seu último livro foi The Formation of Vegetable Mould through the Action of Worms, de 1881.

### Morte e funeral

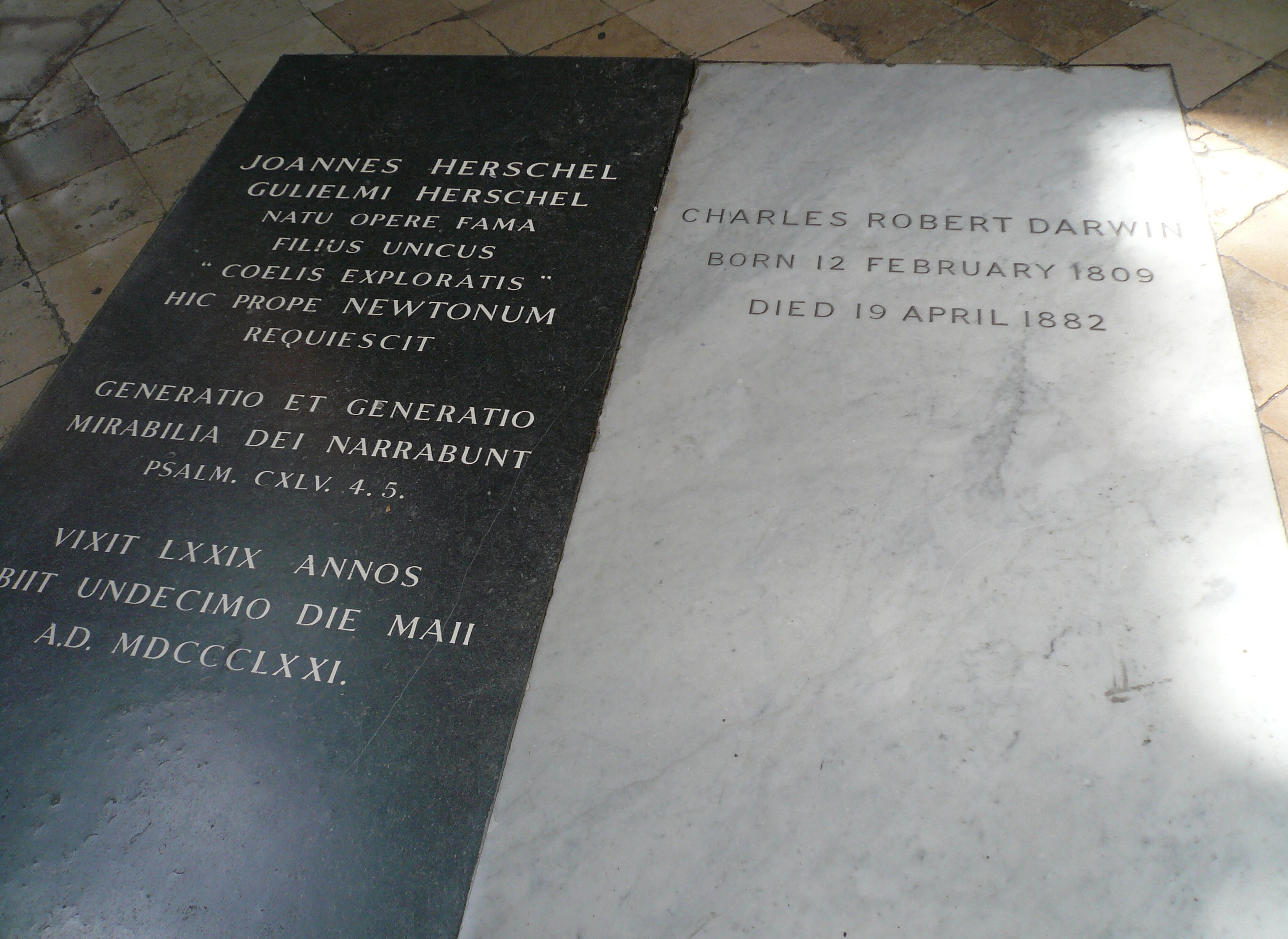
Tumbas de Herschel e Darwin. Abadia de Westminster.

Em 1882, Darwin foi diagnosticado com o que era chamado angina pectoris, o que significava trombose coronariana e doença do coração. No período de sua morte, médicos diagnosticaram "ataques de angina" e "falha do coração". Atualmente, especula-se que Darwin sofria de uma doença de Chagas crônica. Essa especulação é baseada no trecho de um diário escrito por Darwin, que descreve que ele foi mordido por um barbeiro em Mendoza, Argentina, em 1835; e baseado nos vários sintomas que ele exibiu, como doenças cardíacas as quais são características da doença. A exumação do corpo de Darwin é necessária para determinar precisamente seu estado de infecção ao detectar DNA do parasita T. cruzi, que causa doença de Chagas.
Darwin morreu em 19 de abril de 1882 em Down House. Suas últimas palavras foram dirigidas a sua família, falando a Emma: "Pelo menos não estou com medo de lembranças póstumas de como você foi uma ótima esposa. Conte para todos os meus filhos para lembrar o quão bons foram para mim" e então, enquanto ela descansava, ele repetidamente disse a Henrietta e Francis: "Quase vale a pena estar doente para ser cuidado por vocês". Ele esperava ser enterrado na Igreja de St Mary em Downe, mas por um pedido de seus colegas, após uma petição pública no parlamento, William Spottiswoode (presidente da Royal Society) conseguiu que Darwin fosse enterrado com honras na Abadia de Westminster, perto de John Herschel e Isaac Newton. O funeral aconteceu em 26 de abril, uma quarta-feira, e foi visitado por milhares de pessoas, incluindo a família, amigos, cientistas, filósofos e dignitários.

## Legado

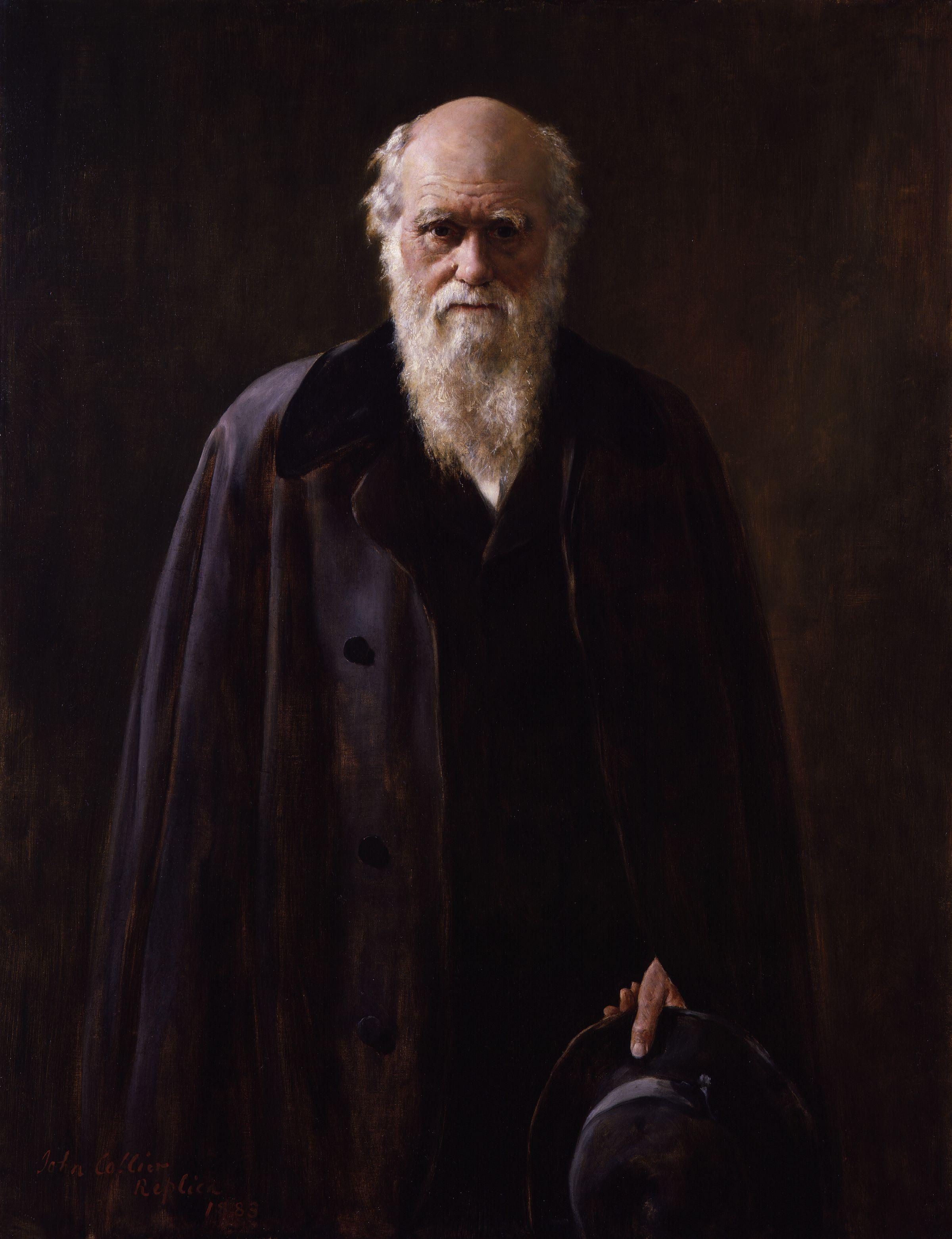
Em 1881 Darwin era uma figura eminente, que continuava trabalhando em suas contribuições ao pensamento evolutivo as quais tiveram um enorme impacto em muitos campos da ciência. Retrato de John Collier hoje no National Portrait Gallery.

No período de sua morte, Darwin já tinha convencido a maioria dos cientistas de que a evolução por origem comum estava correta e ele já era considerado um grande cientista que teve ideias revolucionárias. Em junho de 1909, embora poucos daquele tempo concordassem com sua visão de que a "seleção natural era a principal, mas não a forma exclusiva de modificação", Darwin foi honrado por mais de 400 oficiais e cientistas do mundo todo que se encontraram em Cambridge para comemorar o centenário de seu nascimento e o quinquagésimo aniversário da publicação de A Origem das Espécies. No início do século XX, em um período que tem sido denominado como "O eclipse do darwinismo", cientistas propuseram várias alternativas de mecanismos evolutivos, que se provaram insustentáveis. Ronald Fisher, um estatístico inglês, finalmente uniu a genética mendeliana com a seleção natural, síntese realizada entre o período de 1918 até 1930, ano do lançamento de seu livro The Genetical Theory of Natural Selection. Ele proveu à teoria uma base matemática e estabeleceu um largo consenso científico de que a seleção natural é o mecanismo básico da evolução, portanto a base da genética populacional e da síntese evolutiva moderna, juntamente com J. B. S. Haldane e Sewall Wright, os quais lançaram os pilares dos debates evolutivos modernos e o refinamento da teoria.

### Comemorações e homenagens

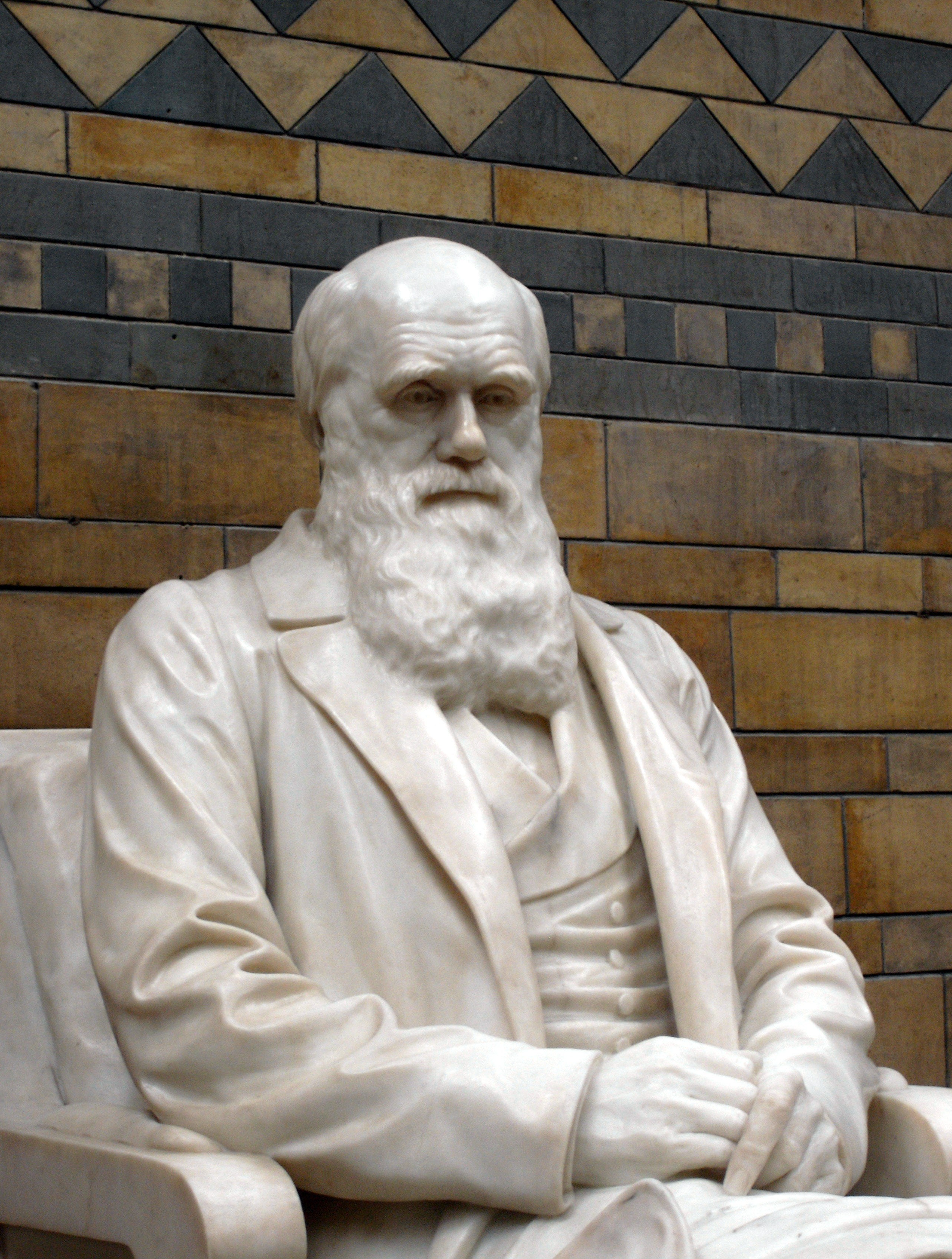
Estátua de Charles Darwin no Museu de História Natural de Londres.

Durante a vida de Darwin, muitos locais foram homenageados com seu nome. Uma extensão de água adjacente ao Estreito de Beagle foi nomeado Canal de Darwin por Robert FitzRoy após uma reação heroica de Darwin, junto com dois ou três homens, que os salvou de naufragarem de seus barcos quando uma geleira colapsou e causou uma grande onda que teria virado suas embarcações; o Monte Darwin, nos Andes, também foi nomeado em celebração ao 25.º aniversário de Darwin. Quando o Beagle estava navegando pela Austrália em 1839, o amigo de Darwin John Lort Stokes avistou um porto natural que o capitão do navio Wickham escolheu nomear Port Darwin: um assentamento próximo foi renomeado Darwin em 1911 e se tornou a capital da Território do Norte.
Mais de 120 espécies e nove gêneros foram nomeados em homenagem a Darwin. Em um exemplo, um grupo de Thraupidae relacionados que Darwin achou nas Ilhas Galápagos ficaram conhecidos popularmente como "Tentilhões de Darwin", promovendo informações imprecisas sobre a significância da importância deles no seu trabalho.
Os trabalhos de Darwin continuaram a ser celebrados por várias publicações e eventos. A Linnean Society of London comemora as conquistas de Darwin premiando a Medalha Darwin-Wallace desde 1908. O Dia de Darwin se tornou uma celebração anual e, em 2009, eventos mundiais foram organizados para o bicentenário do nascimento de Darwin e o 150.º aniversário da publicação de A Origem das Espécies.
Darwin foi celebrado no Reino Unido, com seu retrato impresso na nota reversa de 10 libras esterlinas emitida pelo Banco da Inglaterra, juntamente com um beija-flor e o Beagle.
Uma estátua em tamanho real portando Darwin sentado por ser visto no salão do Museu de História Natural de Londres. Uma estátua de Darwin sentado, revelada em 1897, está posicionada em frente a Livraria Shrewsbury, o prédio usado pela Shrewsbury School, onde Darwin estudou quando criança. Outra estátua de Darwin quando jovem está situada nos estabelecimentos da Christ’s College, em Cambridge. A Darwin College, uma faculdade de pós-graduação da Universidade de Cambridge, também foi nomeada em homenagem a família de Darwin.

## Filhos
Os Darwins tiveram dez filhos: dois morreram na infância, sendo que a morte de Annie, aos dez anos, teve efeitos devastadores nos pais. Charles foi um pai devoto e especialmente atento aos seus filhos. Quando ficavam doentes, ele temia que tivessem herdado suas fraquezas por consanguinidade, por conta dos laços de parentesco próximos que ele compartilhava com sua esposa e prima, Emma Wedgwood.
Darwin examinou a consanguinidade em seus escritos e percebia a desvantagem em relação a sexualidade cruzada em várias espécies. Apesar de seus medos, a maioria das crianças sobreviveram e muitos de seus descendentes tiveram carreiras consagradas. Das crianças sobreviventes, George, Francis e Horace se tornaram membros da Royal Society, sendo respectivamente um astrônomo, um botânico e um engenheiro civil. Todos se tornaram cavalheiros. Um outro filho, Leonard, chegou a ser um soldado, político, economista, eugenista e mentor de Ronald Fisher, estatístico e biólogo evolucionista.

## Visões e opiniões

### Visões religiosas

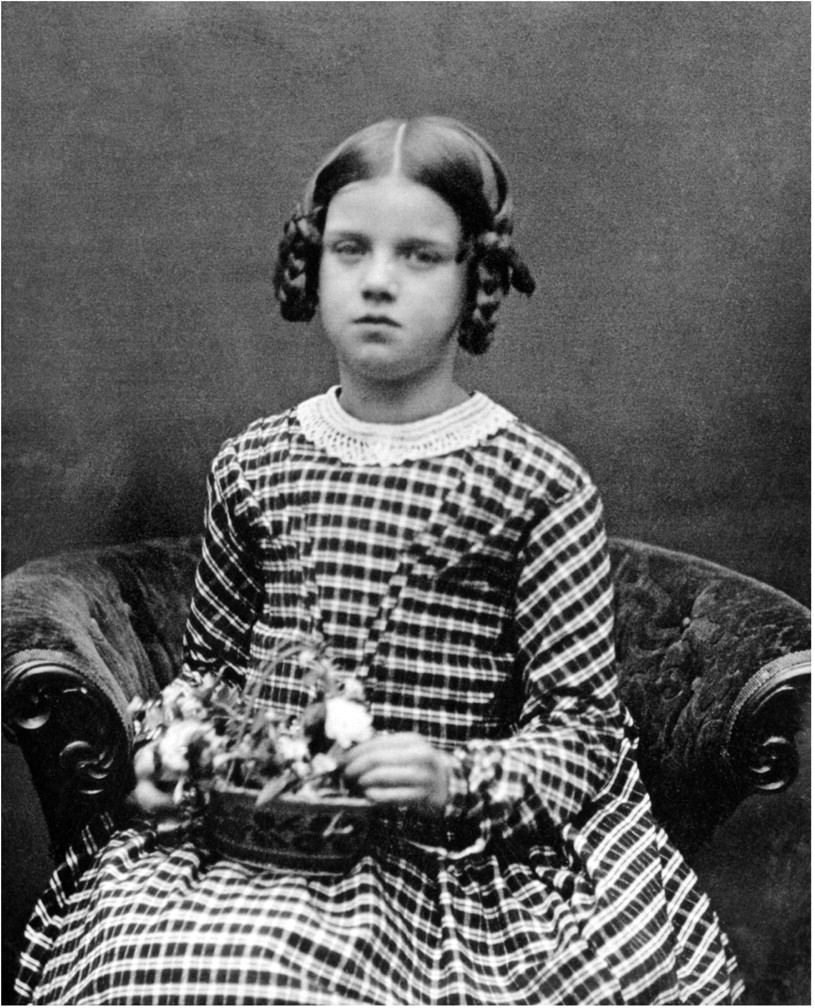
Em 1851, Darwin ficou devastado quando sua filha Annie morreu. A partir daí sua crença na fé cristã diminuiu, e ele parou de ir à igreja.

A tradição da família de Darwin era não-conformista unitarista, enquanto seu pai e avô eram livre-pensadores, seu batismo e escola de infância eram anglicanos. Quando estava ingressando em Cambridge para se tornar um clérigo anglicano, Darwin não duvidava a interpretação literal da Bíblia. Ele aprendeu ciências com John Herschel que, igualmente com a teologia natural de William Paley, buscou explicações nas leis da natureza ao invés de respostas miraculosas e viu a adaptação das espécies como uma evidência do design divino. A bordo do Beagle, Darwin era bem ortodoxo e podia citar a Bíblia como uma autoridade moral. Ele olhou para os "centros da criação" para explicar a distribuição das espécies, e sugeriu que a similaridade das formigas-leão achadas na Austrália e Inglaterra eram evidência da mão divina.
Ao retornar, ele se tornou crítico da Bíblia como livro histórico e questionou se todas as religiões não poderiam ser igualmente válidas. Nos próximos anos, enquanto especulava intensamente sobre geologia e transmutação de espécies, ele pensou bastante sobre religião e discutiu abertamente o assunto com sua esposa Emma, cuja crença também vinha de estudos intensivos e questionadores. A teodiceia de Paley e Thomas Malthus justificava o mal, tais como a fome e terremotos, como o resultado das leis benevolentes do Criador, o qual, no geral, tinha um resultado positivo. Para Darwin, a seleção natural produzia o lado bom da adaptação, mas removia a necessidade de um design inteligente, sendo que ele não conseguia ver o trabalho de uma deidade onipotente diante de toda a dor e sofrimento, como as vespas da família Ichneumonoidea, que paralisam lagartas para servi-las como comida viva para seus filhotes. Embora ele pensasse que a religião fosse uma estratégia tribal de sobrevivência, Darwin estava relutante em desistir da ideia de Deus como o juiz supremo. Ele estava cada vez mais abalado pelo problema do mal.
Darwin permaneceu amigo próximo dos clérigos de Downe e continuou a ter um papel de liderança no trabalho paroquial da igreja, mas por volta de 1849 começou a preferir caminhar aos domingos, enquanto sua família ia na igreja. Ele considerava um "absurdo duvidar que um homem poderia ser um ardente teísta e evolucionista" e, embora reticente sobre suas visões religiosas, em 1879 ele escreveu: "Eu nunca fui um ateísta no sentido de negar a existência de Deus. – Eu penso que em geral […] o agnosticismo poderia ser a forma mais correta de descrever minha mentalidade". Em 1915, Elizabeth Cotton publicou "Lady Hope Story", que alegava que Darwin se converteu ao cristianismo durante sua morte. A alegação foi repudiada pelos filhos de Darwin e dada como falsa por historiadores.

### Sociedade humana

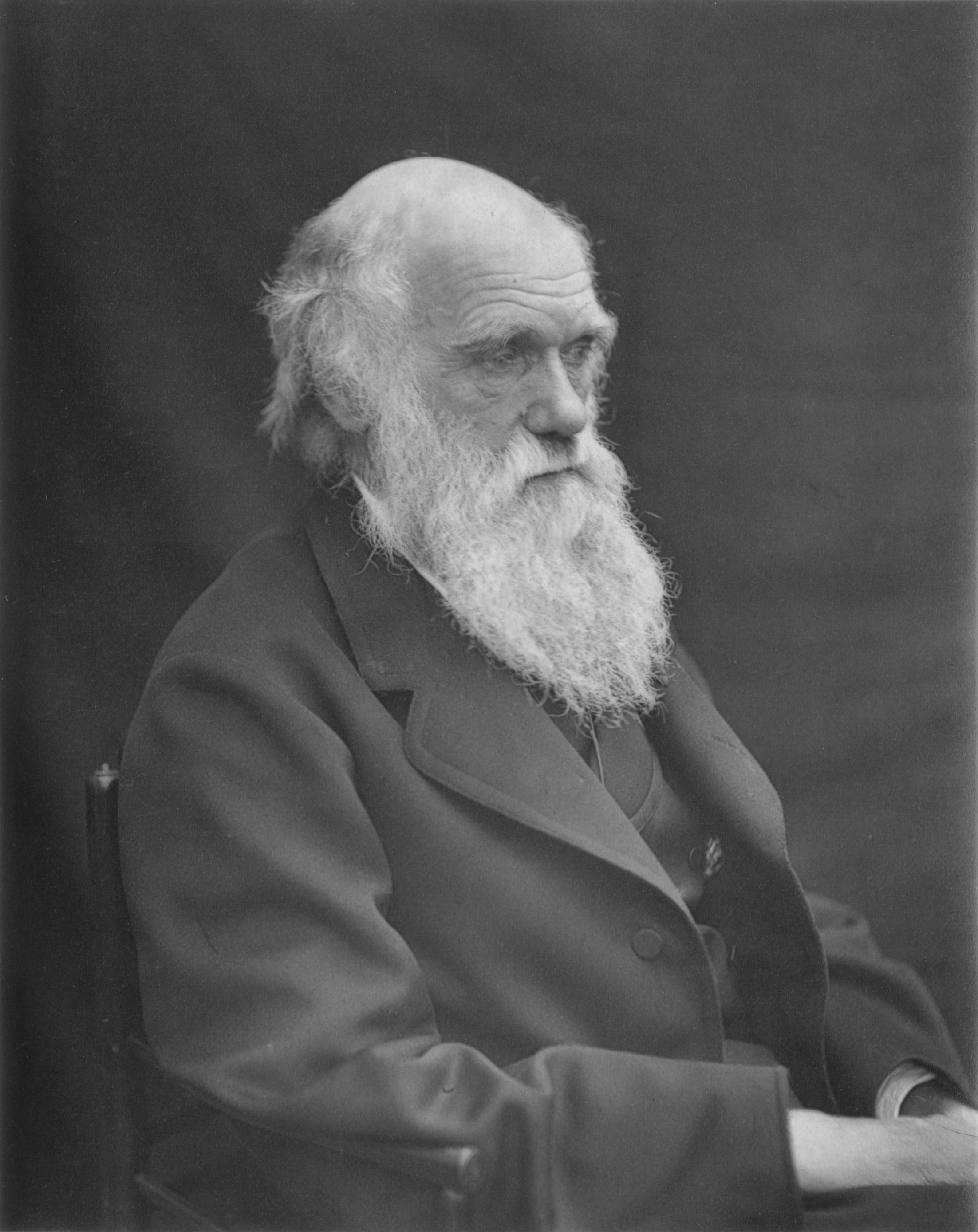
Em 1878, um cada vez mais famoso Darwin sofria anos de doença.

As visões sociais e políticas de Darwin refletiam o seu período histórico e sua posição social. Ele cresceu em uma família de reformadores whigs que, como seu tio Josiah Wedgwood, apoiava reformas eleitorais e a emancipação de escravos. Darwin se opôs apaixonadamente a escravidão, enquanto não via problema com as condições de trabalho dos trabalhadores industriais ingleses ou servos. Em 1826, as lições de taxidermia do escravo liberto John Edmonstone, que Darwin chamava de um "homem bastante inteligente e respeitoso", reforçou sua crença que pessoas negras compartilhavam os mesmos sentimentos e poderiam ser tão inteligentes quanto as pessoas de outras raças. Ele tomou a mesma atitude com os nativos que encontrou na viagem pelo Beagle. Essas atitudes não eram usuais na Grã-Bretanha da década de 1820, tanto que chocou visitantes norte-americanos. A sociedade britânica se tornou mais racista no meio do século, mas Darwin continuou se opondo fortemente contra a escravidão, contra a "hierarquia das então chamadas raças humanas como espécies distintas" e contra o tratamento doentio dos povos nativos.[VII] As interações de Darwin com os yaganes (fueguinos), como Jemmy Button, durante a segunda viagem do Beagle tiveram um profundo impacto em suas visões de povos primitivos. Na sua chegada a Terra do Fogo ele fez uma descrição generosa dos "selvagens fueguinos". Essa visão mudou quando conheceu o povo yagane em mais detalhes. Ao estudar os yeganes, Darwin concluiu que o conjunto básico de emoções dos diferentes grupos humanos eram o mesmo e que as capacidades mentais era basicamente as mesmas dos europeus. Enquanto estudava a cultura yagane, Darwin deixou escapar a profunda cultura ecológica e cosmológica deles até 1850, quando inspecionou um dicionário de yagane detalhando 32 mil palavras nativas.
Ele louvava a civilização europeia e via a colonização como difusão de seus benefícios, com o triste, mas inevitável efeito de que povos selvagens que não se tornassem civilizados enfrentariam a extinção. As teorias de Darwin apresentavam isso com o caminho natural e eram citadas como o princípio básico dos princípios humanitários.
Ele acreditava que a "superioridade" do homem sobre a mulher era o resultado da seleção sexual, uma visão disputada por Antoinette Brown Blackwell em seu livro The Sexes Throughout Nature.
Darwin estava intrigado pelo argumento do seu meio-primo Francis Galton, introduzido em 1865, mostrando que a análise estatística da hereditariedade demonstrava que traços morais e mentais humanos poderiam ser herdados, enquanto o princípio da seleção artificial animal poderia ser aplicado em humanos. Em A Descendência do Homem, Darwin notou que ajudar fracos a sobreviverem e viabilizarem famílias poderia desestabilizar os benefícios da seleção natural, mas tomou cuidado que reter tal ajuda colocaria em risco o instinto de solidariedade, "a parte mais nobre de nossa natureza", e fatores como a educação poderiam ser mais importantes. Quando Galton sugeriu publicar investigações que poderiam encorajar casamentos limitados a uma "casta", ou "dentre aqueles que eram naturalmente favorecidos", Darwin previu dificuldades práticas e pensou que "embora viável, temia a utopia, o chamado plano em melhorar a raça humana", preferindo simplesmente publicar a importância da hereditariedade e deixar as discussões para os indivíduos. Francis Galton nomeou o campo de estudos que lançara de "eugenia" em 1883.[VIII]

## Movimentos sociais evolutivos

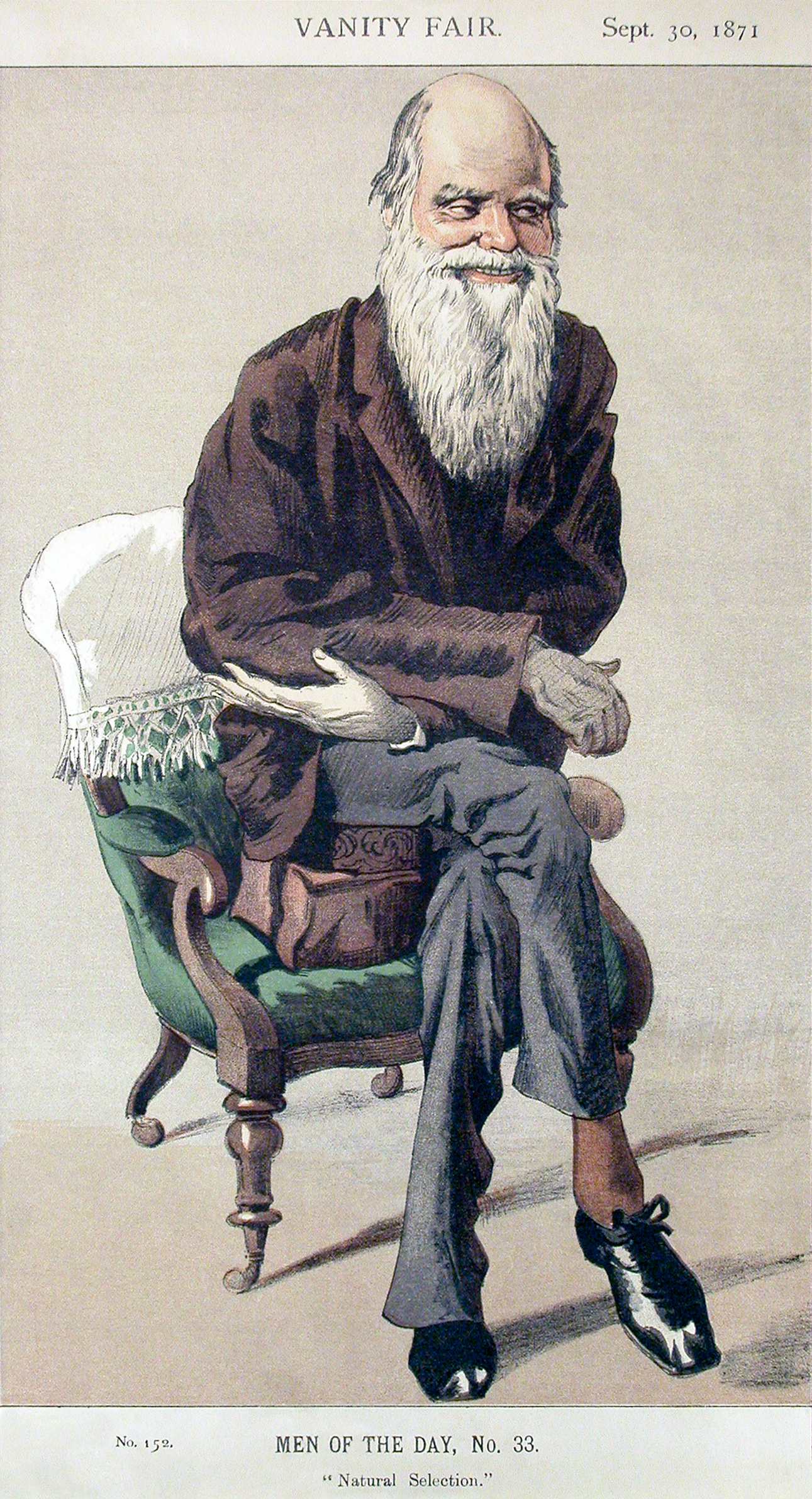
Caricatura de Darwin na revista Vanity Fair em 1871.

A fama e a popularidade de Darwin levaram seu nome a ser associado com ideias e movimentos que, as vezes, apenas tinham relação indireta com seus trabalhos e, até mesmo, iam diretamente contra suas visões. Thomas Malthus argumentou que o aumento populacional por recursos foi ordenado por Deus para levar os humanos a trabalharem produtivamente e se restringirem em criarem famílias; isto foi usado na década de 1830 para justificar a existência de workhouses e da economia laissez-faire. Naquele tempo a evolução estava sendo vista como um implicante de relações sociais e o livro Social Statics, publicado em 1851 e de autoria de Herbert Spencer, baseava ideias de liberdade humana em relação a sua teoria lamarckiana de evolução.
Logo após A Origem ser publicada em 1859, críticos ridicularizaram a descrição de Darwin da luta pela sobrevivência como uma justificativa malthusiana do capitalismo industrial inglês da época. O termo darwinismo foi usado por ideias evolucionárias de outros, incluindo a "sobrevivência do mais apto" de Spencer, como justificativa do progresso do livre-mercado e do poligenismo de Ernst Heackel. Escritores usaram a seleção natural para argumentar por várias ideologias constantemente contraditórias, como o colonialismo e o imperialismo. Entretanto, a visão holística de Darwin da natureza incluía a "dependência do outro"; então pacifistas, socialistas, reformadores sociais liberais e anarquistas, como Piotr Kropotkin, salientaram o valor da cooperação entre as espécies, ao invés da competição. O próprio Darwin insistiu que políticas sociais não deveriam ser simplesmente guiadas por conceitos de luta e seleção da natureza.
Depois da década de 1880, movimentos eugenistas se desenvolveram com ideias de hereditariedade biológica e com justificações pseudocientíficas que apelavam aos conceitos do darwinismo. Na Grã-Bretanha, a maioria compartilhou visões cuidadosas de Darwin de melhorias voluntárias e buscou encorajar aqueles com características boas na chamada "eugenia positiva". Durante o Eclipse do Darwinismo, uma base científica da eugenia foi dada pela genética mendeliana. A eugenia negativa que mirava eliminar aqueles de "mente fraca" era popular nos Estados Unidos, Canadá e Austrália, sendo que nos Estados Unidos surgiram leis de esterilização compulsória, o que foi copiado por vários países. Posteriormente, a eugenia nazista trouxe o campo para um novo patamar, que culminou no genocídio de 6 milhões de pessoas (vide Holocausto).[VIII]
O termo "darwinismo social" era frequentemente usado na década de 1890, mas se tornou popular como um termo depreciativo na década de 1940, quando Richard Hofstadter o usou para atacar o conservadorismo laissez-faire defendido, por exemplo, por William Graham Sumner, que era contra as reformas e o socialismo. Desde então, é usado como um termo para se opor ao que é visto como consequências morais da evolução.

## Trabalhos

### Publicações (em inglês)
- 1836: A LETTER, Containing Remarks on the Moral State of TAHITI, NEW ZEALAND, &c. – BY CAPT. R. FITZROY AND C. DARWIN, ESQ. OF H.M.S. 'Beagle.'
- 1839: Journal and Remarks (The Voyage of the Beagle)
- Zoology of the Voyage of H.M.S. Beagle:  publicado entre 1839 e 1843 em cinco volumes por vários autores, editado e supervisionado por Charles Darwin
- 1842: The Structure and Distribution of Coral Reefs
- 1844: Geological Observations of Volcanic Islands , (versão em francês)
- 1846: Geological Observations on South America
- 1849: Geology from A Manual of scientific enquiry; prepared for the use of Her Majesty's Navy: and adapted for travellers in general., John F.W. Herschel ed.
- 1851: A Monograph of the Sub-class Cirripedia, with Figures of all the Species. The Lepadidae; or, Pedunculated Cirripedes.
- 1851: A Monograph on the Fossil Lepadidae; or, Pedunculated Cirripedes of Great Britain
- 1854: A Monograph of the Sub-class Cirripedia, with Figures of all the Species. The Balanidae (or Sessile Cirripedes); the Verrucidae, etc.
- 1854: A Monograph on the Fossil Balanidæ and Verrucidæ of Great Britain
- 1858: On the Perpetuation of Varieties and Species by Natural Means of Selection
- 1859: On the Origin of Species by Means of Natural Selection, or the Preservation of Favoured Races in the Struggle for Life
- 1862: On the various contrivances by which British and foreign orchids are fertilised by insects
- 1868: Variation of Plants and Animals Under Domestication (PDF format), Vol. 1, Vol. 2
- 1871: The Descent of Man and Selection in Relation to Sex
- 1872: The Expression of the Emotions in Man and Animals
- 1875: Movement and Habits of Climbing Plants
- 1875: Insectivorous Plants
- 1876: The Effects of Cross and Self-Fertilisation in the Vegetable Kingdom
- 1877: The Different Forms of Flowers on Plants of the Same Species
- 1879: "Preface and 'a preliminary notice'" em Erasmus Darwin de Ernst Krause
- 1880: The Power of Movement in Plants
- 1881: The Formation of Vegetable Mould Through the Action of Worms
- 1887: Autobiography of Charles Darwin (editado por seu filho Francis Darwin)

### Cartas (em inglês)
- 1887: Life and Letters of Charles Darwin, (ed. Francis Darwin). Volume I, Volume II
- 1903: More Letters of Charles Darwin, (ed. Francis Darwin e A.C. Seward). Volume I, Volume II